# Palau de la Música Catalana
|  | «Palau de la Música» redirigeix aquí. Vegeu-ne altres significats a «Palau de la Música de València». |

El Palau de la Música Catalana és un auditori de música al carrer de Sant Pere Més Alt de Barcelona, declarat Patrimoni Comú de la Humanitat per la UNESCO (1997). Ha estat la principal sala de concerts de la ciutat fins a la inauguració de L'Auditori el 1999.

## Història
Va ser promogut per l'Orfeó Català, fundat el 1891 per Lluís Millet i Amadeu Vives, perquè fos la seva seu. El 31 de maig del 1904, l'Orfeó va aprovar en assemblea el projecte i el pressupost corresponent, i l'octubre del mateix any l'arquitecte Lluís Domènech i Montaner va rebre l'encàrrec de mans del president de l'entitat Joaquim Cabot. Abans d'acabar l'any, es feu la compra del claustre del convent de Sant Francesc, amb una superfície de 1.350,75 m² i a un preu final de 240.322,60 pessetes, i el 23 d'abril de 1905 es realitzà la col·locació de la primera pedra de les obres, finançades amb un emprèstit de 600.000 pessetes en obligacions amortitzables al portador, en dues sèries de 500 i 1.000 pessetes, a l'interès anual del 4%. Hi van contribuir industrials i financers catalans, il·lustrats i amants de la música, estament que 60 anys abans ja havia finançat el Gran Teatre del Liceu. Tres anys més tard, el 9 de febrer del 1908, se'n celebrà la inauguració.

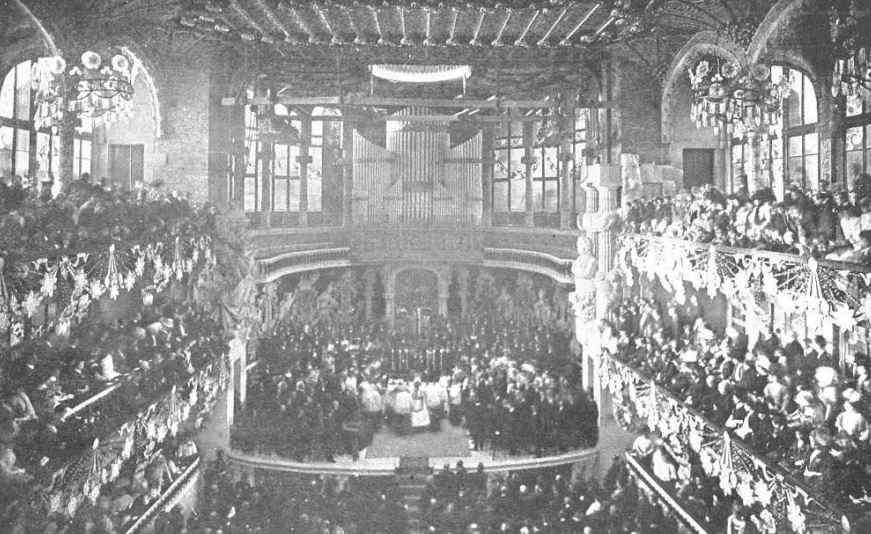
Inauguració el 1908

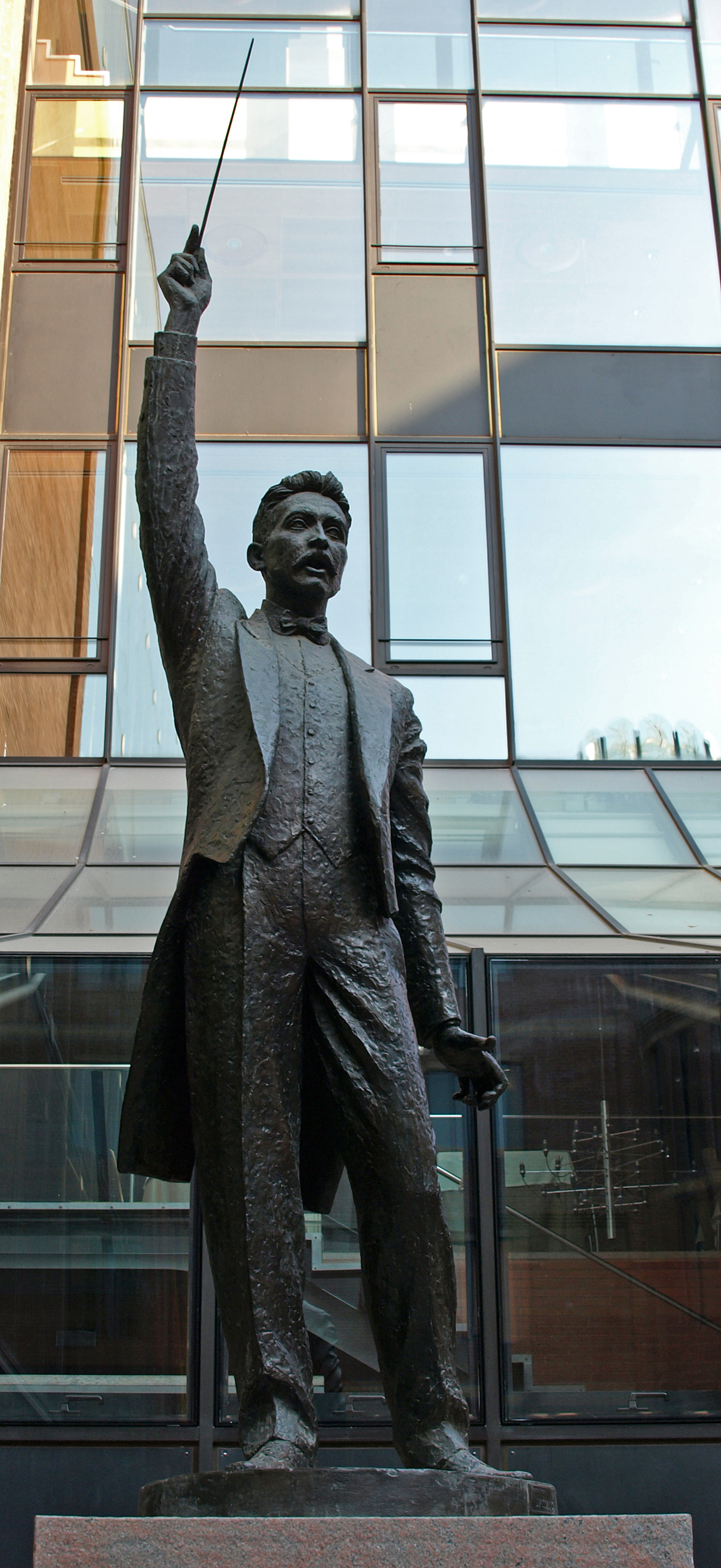
Escultura de Lluís Millet i Pagès, fundador de l'Orfeó Català, realitzada per Josep Salvadó Jassans

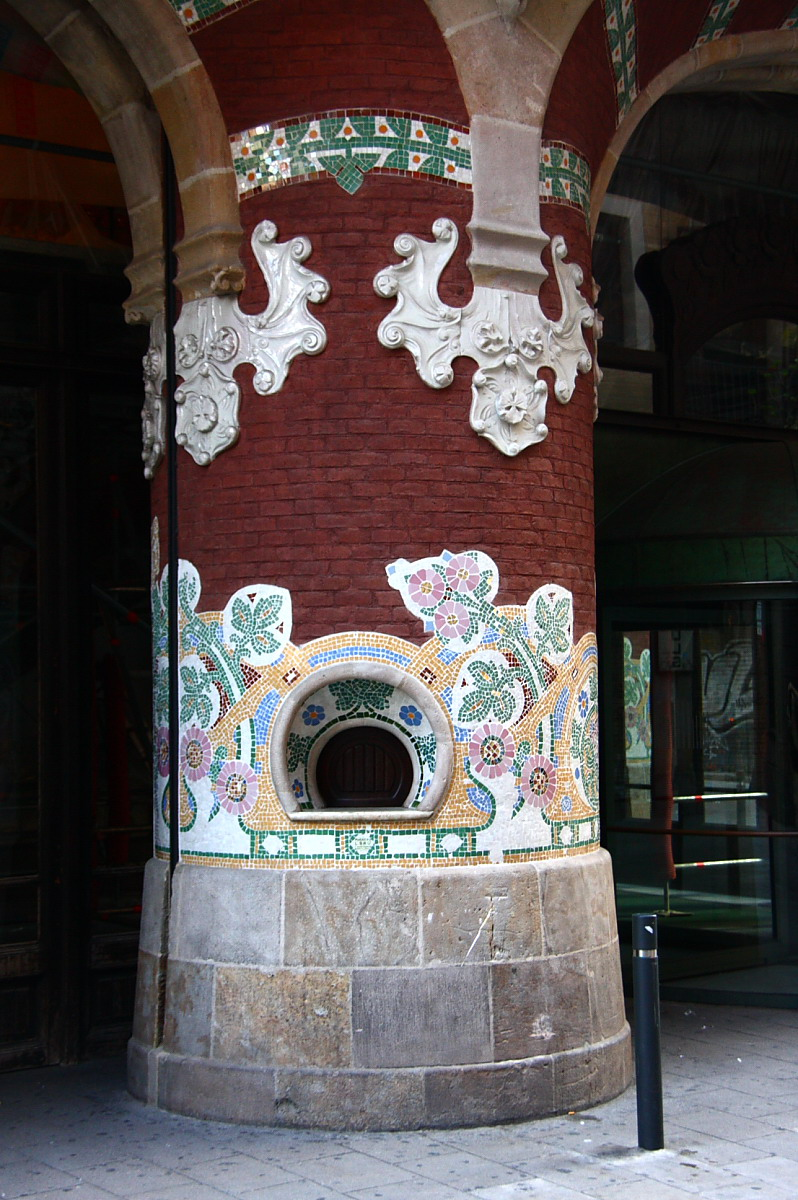
Antiga taquilla original de Lluís Domènech i Montaner realitzada a l'interior d'una columna amb trencadís de Lluís Bru

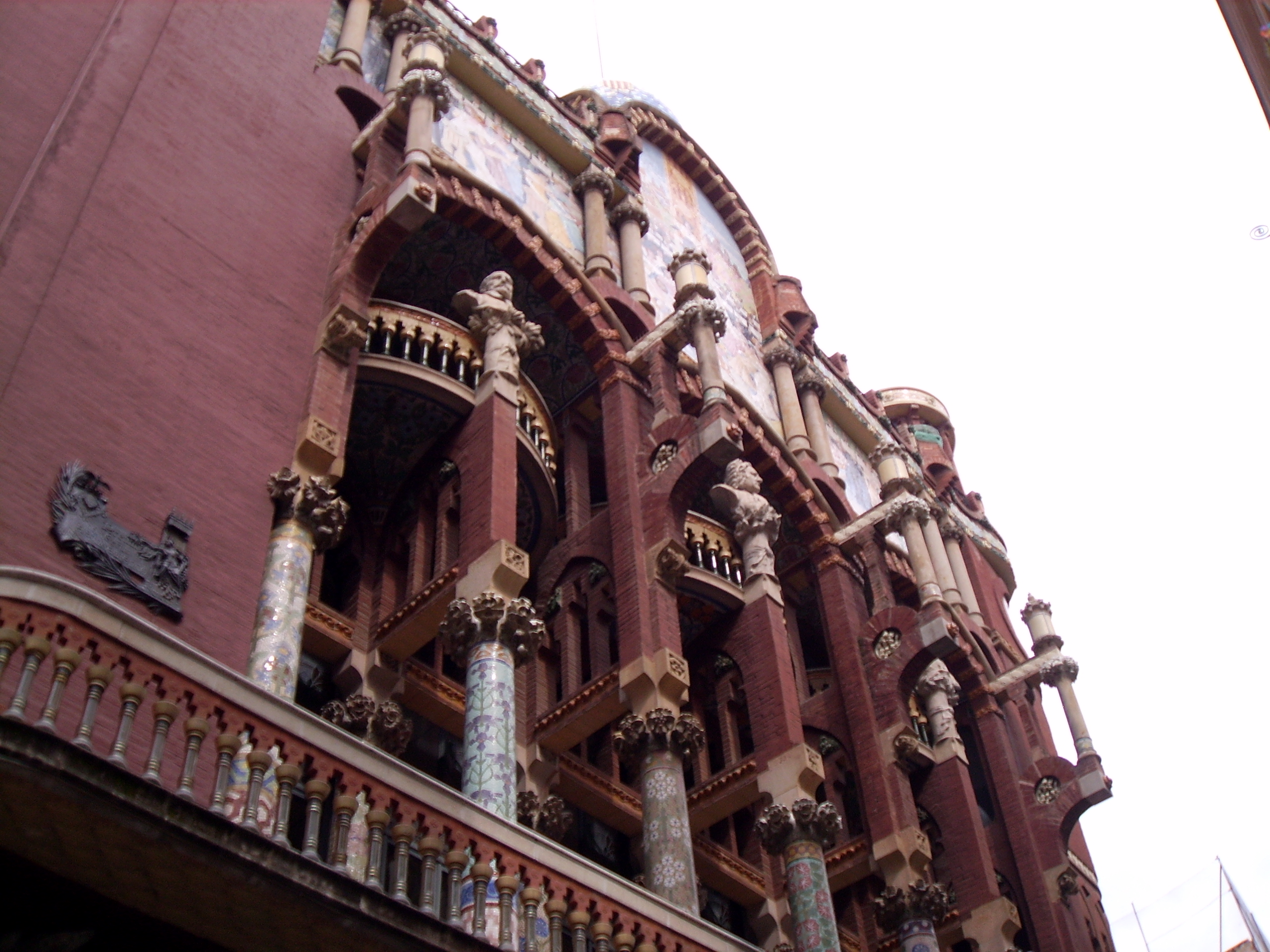
Façana primitiva. Detall de la part superior

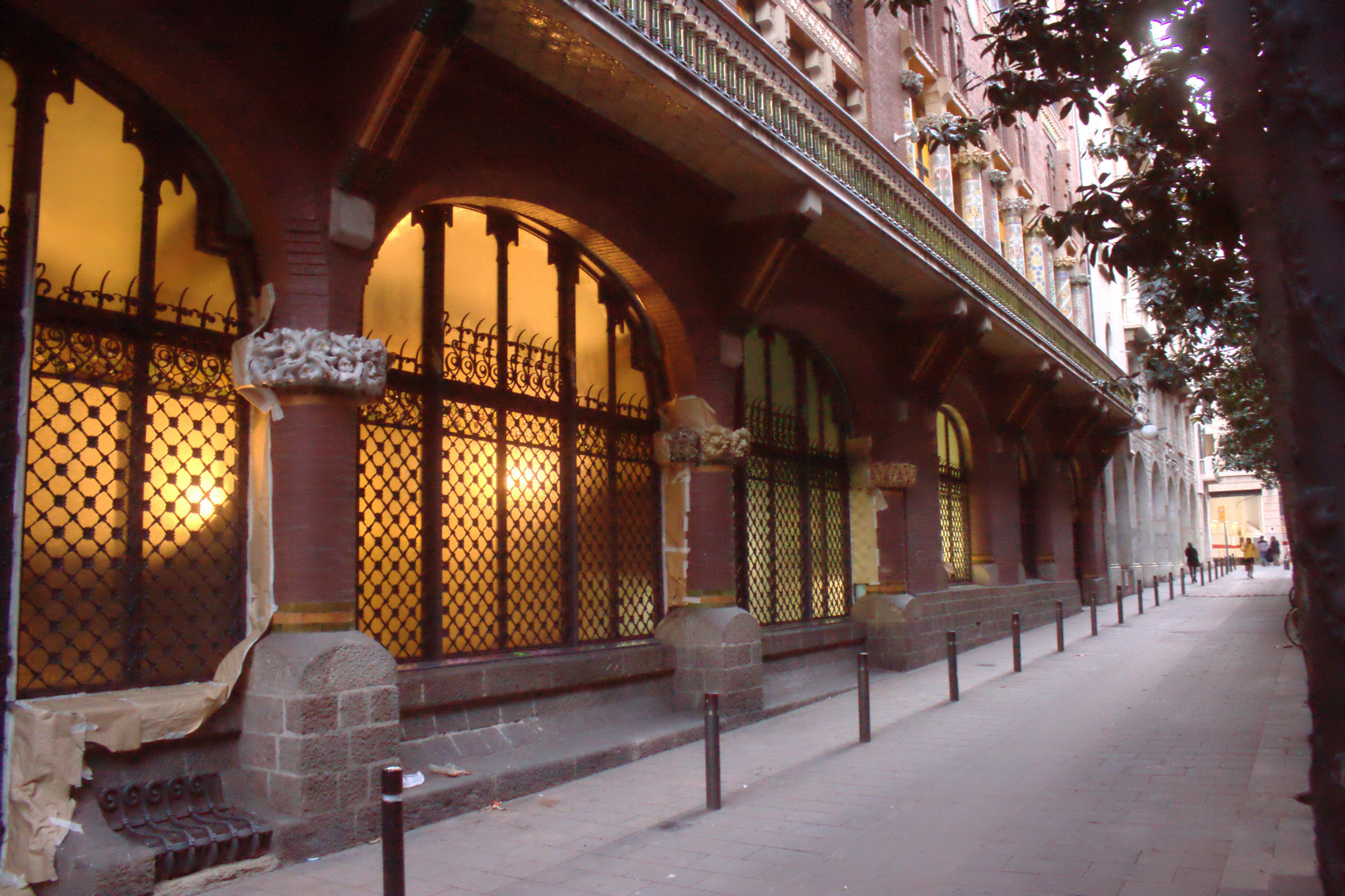
Façana primitiva. Detall dels baixos

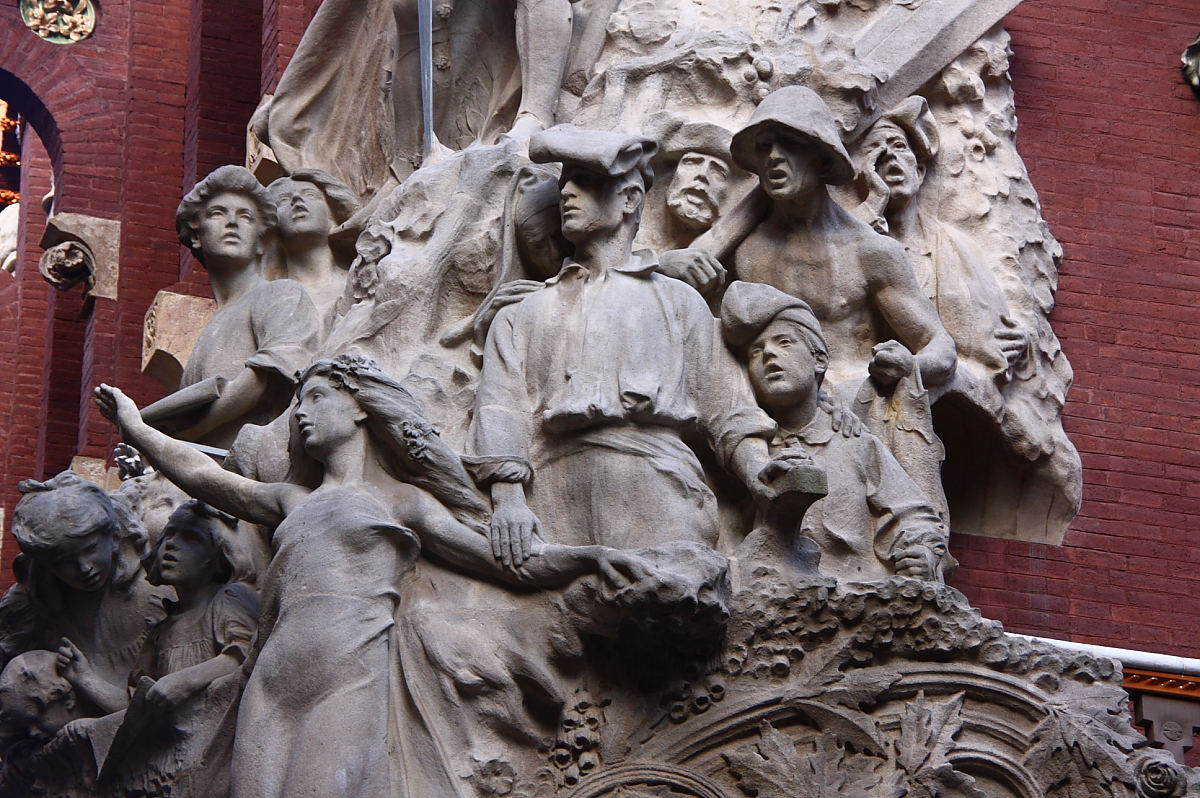
Façana primitiva. Detall del grup escultòric La cançó popular de Miquel Blay

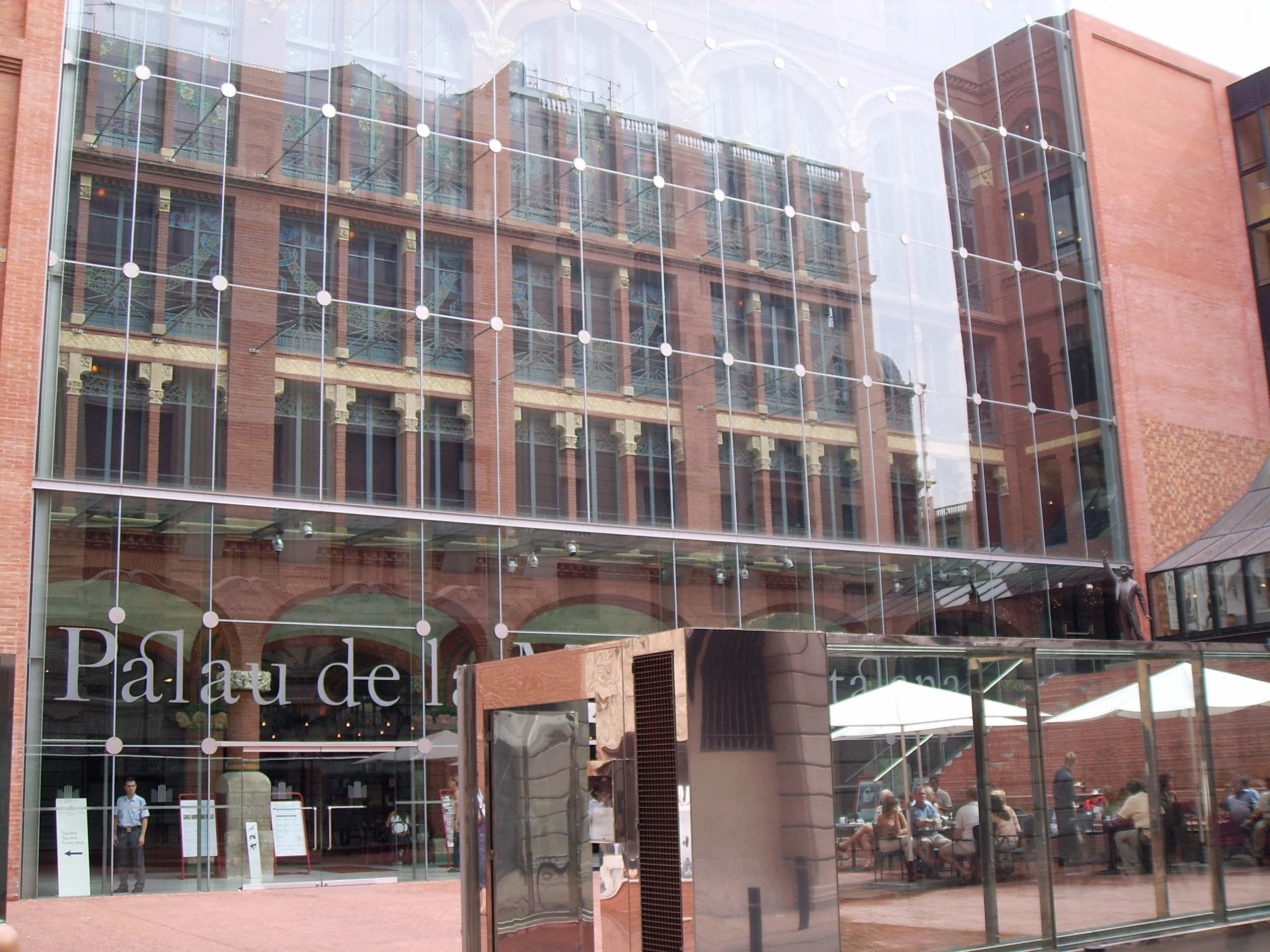
Antiga façana lateral coberta amb la pantalla de vidre d'Òscar Tusquets

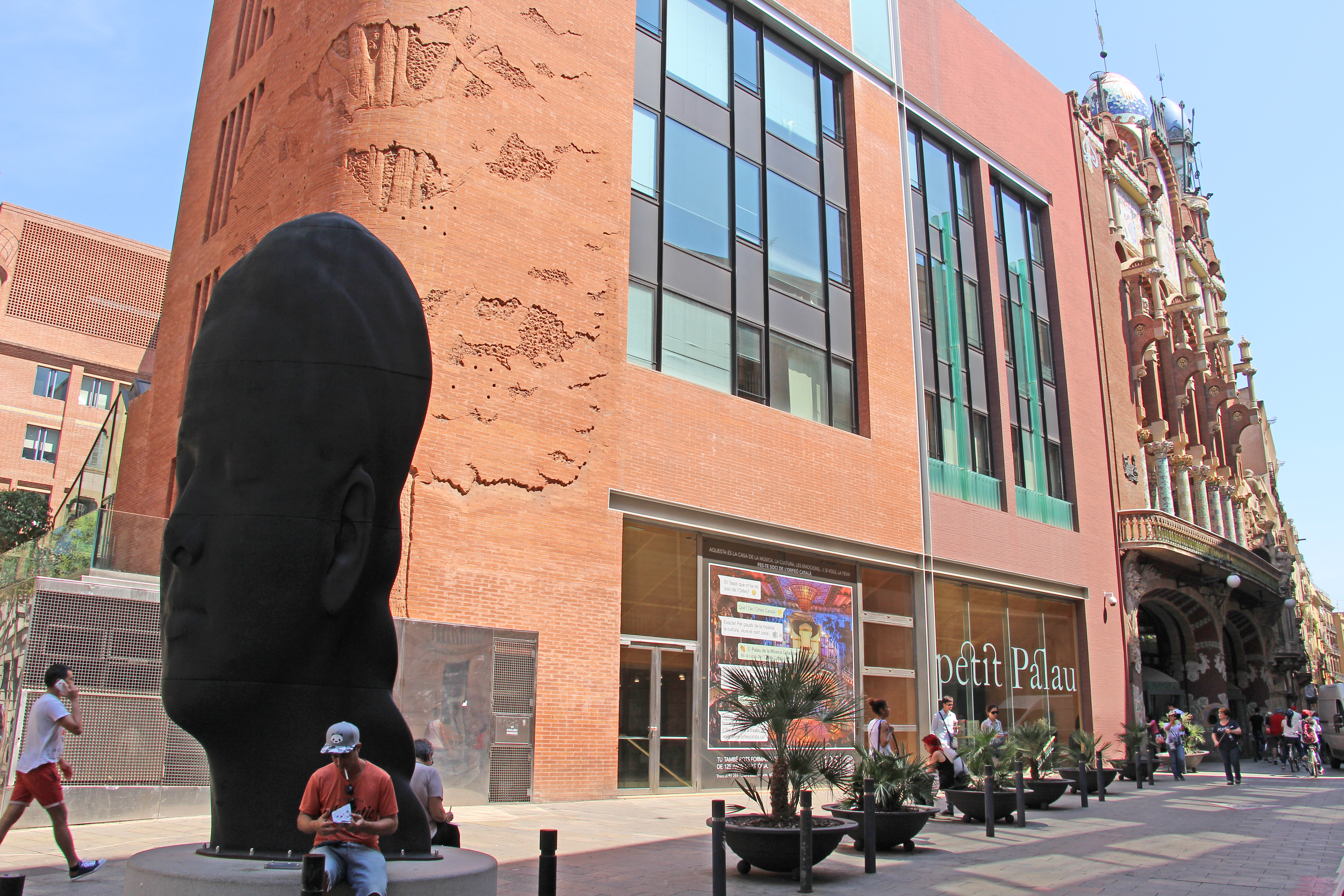
Façana nova al carrer de Sant Pere Més Alt amb l'escultura Carmela de Jaume Plensa en primer terme

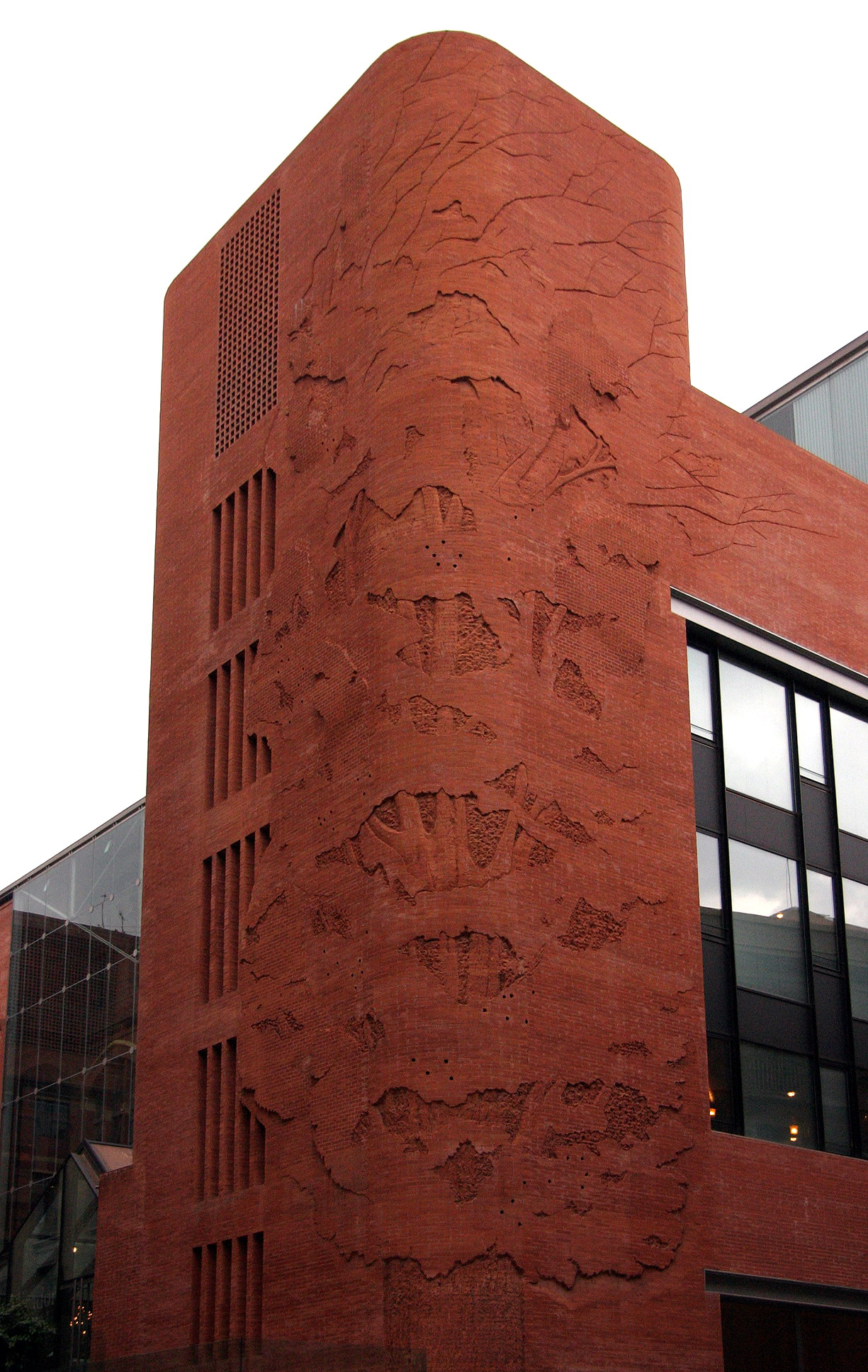
Detall de l'angle

L'obra va ser guardonada en el Concurs anual d'edificis artístics, promogut per l'Ajuntament de Barcelona, com a millor edifici de l'any, amb aquests arguments:
| « | Ha estat relativament fàcil la feina confiada a aquest jurat, car, entre els edificis acabats durant l'any 1908, un d'ells s'ha sobreposat, naturalment i sense vacil·lacions, a tots els altres. El superb edifici de l'Orfeó Català compleix plenament la primera condició per optar al premi del Concurs, car es pot dir ben bé que, per ell mateix, embelleix no sols el seu propi emplaçament, sinó que irradia l'ambient d'art, animació i bellesa a tota la seva barriada… | » |

 L'auditori va ser destinat a concerts de música orquestral i instrumental, així com a interpretacions corals i a recitals de cantants, tant a l'àmbit de la música culta com al de la música popular. Tanmateix, al Palau han tingut també cabuda actes culturals, polítics i obres de teatre. La vida política catalana hi va trobar una evident manifestació simbòlica, que passa per les assemblees de Solidaritat Catalana, per la clausura de quatre mesos ordenada per la dictadura de Primo de Rivera entre el 24 de juny i el 13 d'octubre de 1925, i pel franquisme, moment en què el seu nom fou castellanitzat i el gentilici suprimit: Palacio de la Música.
Així, el 2 d'abril de 1940, la Falange organitzà un festival amb la intervenció del «Orfeón que dirige el maestro Millet» —segons deia el programa i per evitar escriure el nom real— que va haver de començar amb l'himne feixista Cara al sol, que Millet va dirigir amb els braços immòbils contra el cos. També s'hi celebrà un concert de militars russos (el programa aclaria que eren de l'antic exèrcit del Tsar), i el 1943, un altre del Cor de les Joventuts Hitlerianes.
El 9 de novembre del 1940 s'hi va estrenar el famós Concierto de Aranjuez de Joaquín Rodrigo. El 31 de març de 1944, Eduard Toldrà hi feu el seu primer concert amb l'Orquestra Municipal de Barcelona, l'actual Orquestra Simfònica de Barcelona i Nacional de Catalunya (OBC), que fins a la inauguració de l'Auditori (1999) va ser la principal llogatera del Palau. El 19 de maig de 1944 hi va debutar la soprano Victòria dels Àngels. L'Orfeó Català no va reaparèixer fins al 1946, dirigit per Lluís Maria Millet, fill del fundador, que va interpretar el Requiem de Mozart.
El 1960 van succeir els Fets del Palau, coincidint amb una visita de Francisco Franco a Catalunya. Amb motiu de la celebració del centenari de Joan Maragall, s'havia aconseguit l'autorització per a interpretar-hi el Cant de la Senyera, però la prohibició en l'últim moment per part de les autoritats va fer que part del públic assistent es posés dret a cantar-lo i es llancessin fulls volants contra Franco. Va haver-hi detencions, entre les quals la del jove Jordi Pujol, futur president de la Generalitat de Catalunya, i que, malgrat no trobar-se al local, fou sotmès a un consell de guerra.
El Cant de la Senyera s'hi va poder tornar a escoltar el 18 d'abril del 1967, en el concert del centenari del naixement de Lluís Millet.
En aquesta època, i amb la realitat política sempre present (com per exemple quan la Falange va decidir fer-hi un acte commemoratiu de la seva fundació), el Palau començà una etapa d'una certa normalitat amb la representació d'obres de teatre en català, concerts de música clàssica i jazz, i també de la Nova Cançó. Els grans intèrprets catalans començaren a actuar-hi sovint, com ho feu Frederic Mompou el 1969 en el seu 75è aniversari.
A la dècada del 1980, l'Orfeó Català decidí efectuar una gran reforma arquitectònica i també jurídica i, així, el 1983 es va constituir el Consorci del Palau de la Música Catalana, amb la participació de l'Ajuntament de Barcelona, la Generalitat de Catalunya i el Ministeri de Cultura d'Espanya. El 1990, amb motiu dels actes del centenari de l'entitat, es va constituir la Fundació Orfeó Català-Palau de la Música Catalana, presidida per Fèlix Millet i Tusell, per tal d'aconseguir recursos privats amb activitats organitzades al Palau.

#### Cas Millet
El juny de 2009 va esclatar l'anomenat «cas Millet», també conegut com el «cas Palau» o el «saqueig del Palau de la Música», quan la fiscalia de Barcelona va presentar una querella per apropiació indeguda i falsedat contra Fèlix Millet i tres directius més de la Fundació. Els principals imputats també ho foren pel cas Hotel del Palau, sobre la requalificació urbanística irregular d'unes finques properes per a construir-hi un hotel de luxe.

## Edifici

### Arquitectura
L'arquitectura de Domènech i Montaner és de gran qualitat i originalitat, amb solucions arquitectòniques molt avançades, amb l'ús dels nous perfils laminats, una estructura central metàl·lica estabilitzada pel sistema de contraforts i voltes perimetrals d'inspiració gòtica, i amb l'aplicació de grans murs de vidre i la integració de totes les arts aplicades: escultura, mosaic, vitrall i forja. L'arquitecte hi va comptar amb la col·laboració dels artistes habituals: el mosaïcistes Lluís Bru i Mario Maragliano, els ceramistes Josep Orriols i Modest Sunyol, els vitralls de la casa Rigalt i Granell i el paviment hidràulic de la casa Escofet. I entre els escultors, Miquel Blay, Eusebi Arnau, Dídac Masana i Pau Gargallo.
Dues decisions demostren la tipologia i la innovació tecnològica del projecte: la primera, la solució del pati a la mitgera del solar amb l'església, perquè la sala de concerts quedés amb la mateixa simetria de distribució i entrada de llum. La segona va ser la resolució de situar l'auditori al primer pis amb l'accés des de la planta baixa pels diferents trams de l'escala amb un tractament tan efectiu que compensa l'ascensió; amb això es va aconseguir la utilització de la planta baixa per oficines de l'Orfeó.
A l'exterior es barregen elements escultòrics, que fan al·lusió al món de la música, amb elements arquitectònics modernistes d'inspiració barroca. A l'interior, l'arquitecte va combinar magistralment els diversos materials de construcció amb ceràmica i vidre. La sala i l'escenari formen un conjunt harmònic, en el qual un s'integra en l'altre. L'escenari està dominat a la part superior pels tubs de l'orgue, que es converteixen al seu torn en un element decoratiu. L'embocadura de l'escenari està emmarcada per il·lustracions escultòriques espectaculars, ambdues al·legories de la música culta i de la música popular: a la dreta, un bust de Ludwig van Beethoven entre columnes dòriques que sostenen uns núvols dels quals emergeix la Cavalcada de les valquíries (clara referència al wagnerisme imperant llavors entre el públic català); a l'esquerra, unes noies vora una font i al peu d'un salze, entre les branques del qual apareix el bust de Josep Anselm Clavé, constitueixen una al·legoria al text de la cançó Les flors de maig d'aquest autor.
El 1971, el Palau va ser declarat Monument Nacional, i amb aquest motiu s'hi van fer àmplies obres de restauració sota la direcció dels arquitectes Joan Bassegoda i Nonell i Jordi Vilardaga.

Entre 1982 i 1989 es va realitzar una gran ampliació sota la direcció dels arquitectes Òscar Tusquets i Carles Díaz, que va guanyar el Premi FAD 1989 d'Arquitectura, Reformes i Rehabilitacions. L'arquitecte Lluís Domènech i Girbau, net de Lluís Domènech i Montaner, va escriure sobre aquestes obres elogiant-les: 
| « | La rehabilitació de la sala i els accessos, l'edificació d'un nou edifici annex pels serveis […] han donat com a resultat una obra coherent i creativa, perfectament al dia pel que fa a seguretat i especificacions de confort i acústica, dintre de l'esperit innovador radical i amant del detall que Domènech i Montaner hauria desitjat. | » |

L'any 2000 es va iniciar la construcció d'un edifici adossat de sis pisos d'alçada on se situen els camerinos, l'arxiu, la biblioteca i una sala de reunions, i obrint-se a una plaça gràcies a l'enderroc de l'església de Sant Francesc de Paula, que havia estat reconstruïda després de la Guerra Civil espanyola. A la segona fase es van realitzar reformes interiors i una nova ampliació amb una sala d'audició i assaig així com un restaurant.

### Exterior

#### Façanes antigues
Situades als carrers de Sant Pere Més Alt i d'Amadeu Vives, eren les l'úniques fins al 1989. La cantonada es resol amb la inclusió del grup escultòric La cançó popular de l'escultor Miquel Blay, reproduïda a mida superior al natural per Frederic Bechini, on estan representats un Sant Jordi, sota una figura femenina en el centre com un gran mascaró de proa, que és una al·legoria de la música, envoltada d'un grup de personatges que representen el mariner, els camperols, l'ancià i els nens. És considerada l'obra cabdal de Blay, amb una sensibilitat social i un conjunt de gran harmonia. Segons consta a una inscripció al peu de l'escultura, va ser pagada per Joaquim de Càrcer i d'Amat, marquès de Castellbell, i va ser inaugurada el dia 8 de setembre de 1909. La complexitat de la façana angular a dos carrers estrets fa difícil la visió completa del conjunt.
Altres elements d'aquestes façanes són els arcs amb grans columnes de maó vermell i ceràmica. Dins de dues d'aquestes columnes es trobaven les taquilles originals. Al primer pis hi ha un balcó que recorre la façana amb catorze columnes en grups de dues, cobertes amb mosaic, totes amb dibuix diferent; al segon pis els busts dels músics sobre columnes, realitzats per Eusebi Arnau: d'esquerra a dreta són Palestrina, Bach i Beethoven; passat el grup escultòric de la cantonada es troba el bust de Wagner ja al carrer d'Amadeu Vives. A la part superior d'aquesta façana un gran frontó en mosaic de Lluís Bru, que simbolitza la senyera de l'Orfeó d'Antoni Maria Gallissà, i en el centre una reina presidint una festa amb una filosa, en al·lusió a La Balanguera, poema de Joan Alcover i Maspons, amb música del compositor Amadeu Vives, una peça de les que més interpretava l'Orfeó i que des del 1996 és l'himne oficial de Mallorca.

#### Façana moderna
Des del 1989 s'hi troba l'entrada habitual, mitjançant una nova esplanada a la qual s'accedeix des del carrer de Sant Francesc de Paula, que des de l'any 2006 es denomina Palau de la Música.
La façana realitzada per Domènech i Montaner sorprèn per la forma particular de la construcció, que es va realitzar com si anés a la vista, malgrat que estava completament cega per la posició en tot el seu frontal de l'església de Sant Francesc de Paula. Per a obtenir l'entrada de llum a través dels finestrals d'aquesta façana, l'arquitecte va construir un pati d'uns tres metres d'amplada que feia de límit amb l'església i encara que no era vista, la va realitzar amb gran riquesa de materials i disseny, l'obra de maó vermell vist, baranes de ferro forjat, cornises i capitells esculpits i amb uns vitralls de colors iguals que a la resta de l'edificació. Segons unes dades aportades per Pere Artís, el pressupost inicial de les obres del Palau era de 450.000 pessetes, que es van arribar a duplicar, el que va crear alguna fricció entre el client i l'arquitecte a causa de la seva tossudesa per acabar aquesta façana igual que la que estava a la vista i, per tant, l'encariment de l'obra.
A la part esquerra de la façana es troba l'edifici de serveis, realitzat pels arquitectes Òscar Tusquets, Lluís Clotet i Carles Díaz a l'última vintena del segle xx, amb una torre amb la base esculpida com si es tractés d'una gran palmera; és també per on hi ha l'entrada dels artistes. A la part dreta es troba sobre unes escales l'escultura dedicada a Lluís Millet, de l'escultor Josep Salvadó Jassans, realitzada el 1991, i l'entrada al restaurant del Palau, anomenat Mirador i realitzat com una capsa de vidre. En aquest extrem de la façana, l'angle amb el carrer de Sant Pere Més Alt també es resol a manera de proa com a la façana antiga, representant en maó vermell i en baix relleu un gran «Arbre de la Vida» realitzat per l'escultor Naxo Farreras.
Tota la façana central recuperada ha estat coberta per una pantalla de vidre, amb el nom «Palau de la Música Catalana» gravat a les portes d'entrada.

### Interior
La rajola de València, les peces ceràmiques motllurades i el mosaic, revesteixen tot l'edifici, una gran intervenció de diferents productes ceràmics, així com de diversos artesans i fabricants van ser els que van subministrar a Domènech i Montaner durant la construcció del Palau. La major part dels mosaics que es troben als murs i cobrint els fusts de les columnes, tant exteriors com interiors van ser realitzats per Lluís Bru.

#### Vestíbul

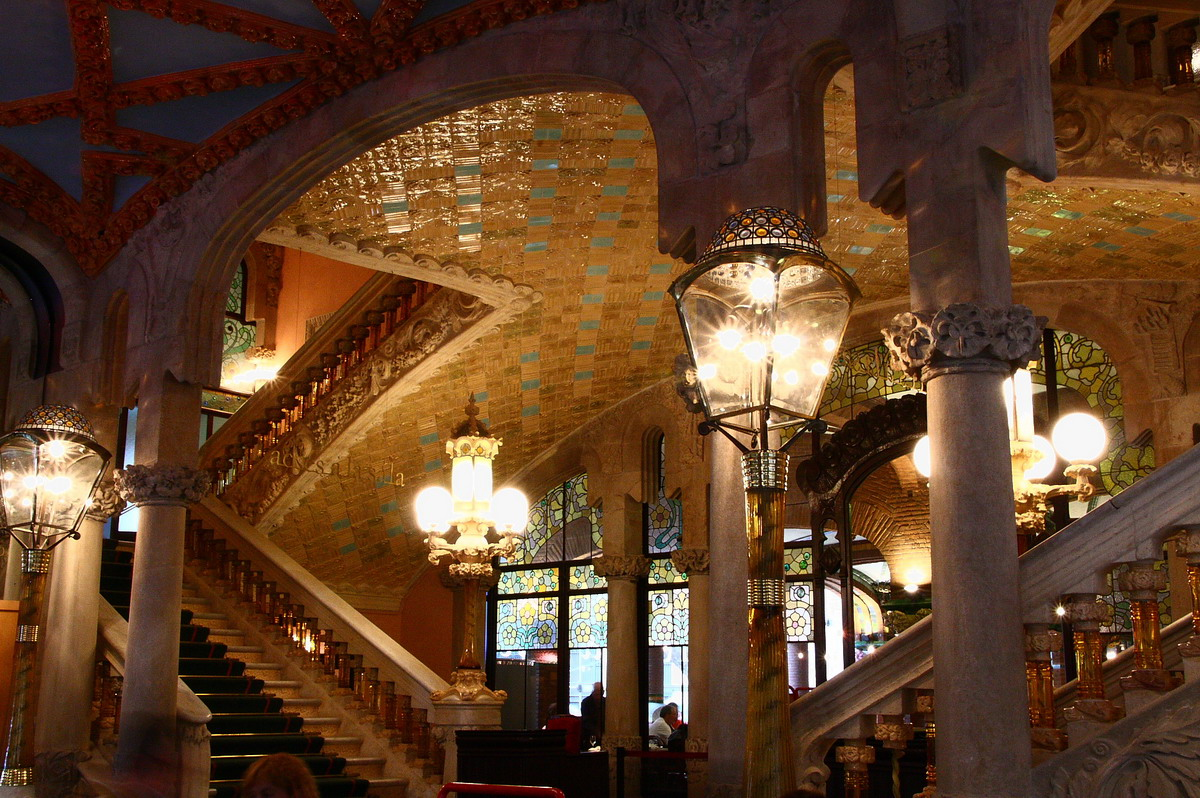
Vestíbul de l'antiga entrada del Palau de la Música

Fins a la reforma de l'equip de Tusquets de l'any 1989, a la planta baixa del Palau es distribuïen diverses dependències de l'Orfeó, que tenien l'entrada pel carrer d'Amadeu Vives.

Per l'antiga entrada del carrer de Sant Pere Més Alt el primer que es veu és una gran escala doble cap al primer pis, amb il·luminació de grans fanals; la barana està ricament treballada en pedra i amb els balustres de vidre, els arrambadors són de ceràmica vidrada i amb relleus de flors, igual que l'ornamentació dels sostres. Ja en aquesta entrada es pot recordar a l'escriptor Robert Hughes referint-se al Palau: 
| « | Mai més es construirà a Barcelona res que es pugui semblar des del punt de vista d'atreviment conceptual, brillantor formal, simbolisme i efecte decoratiu. | » |

#### Sala Lluís Millet

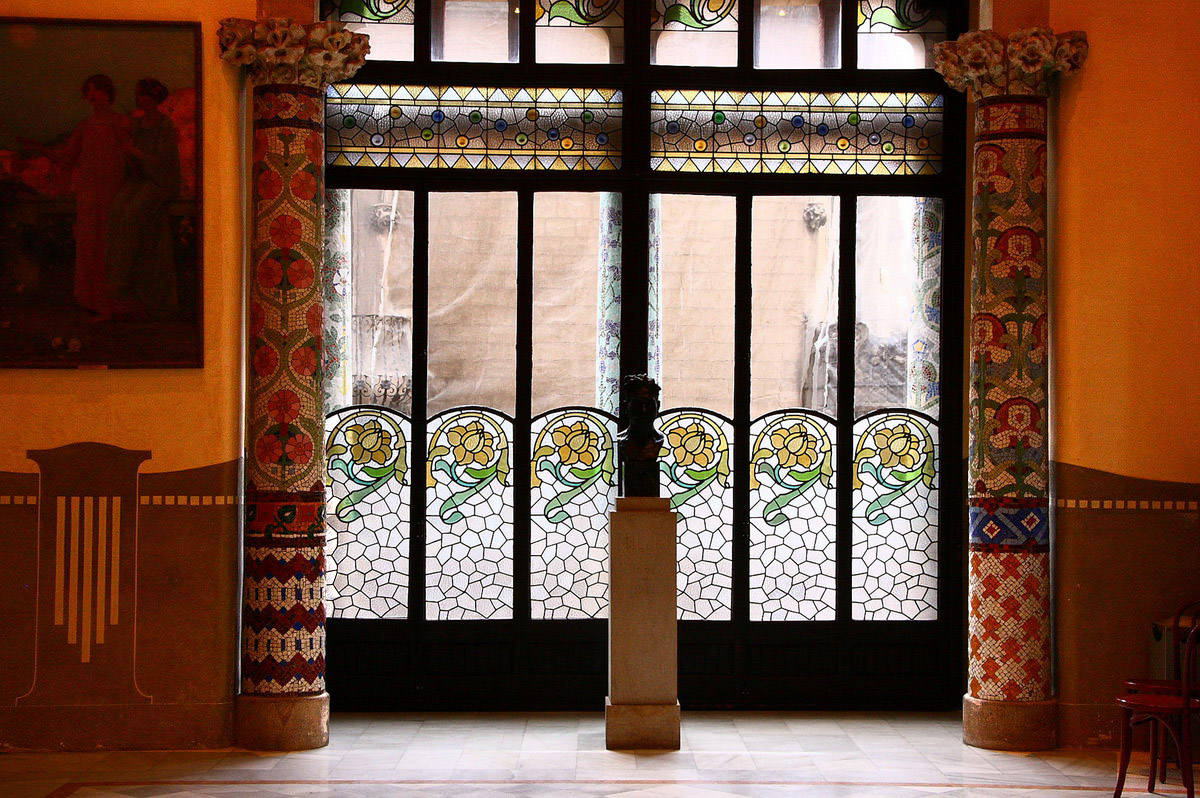
Un finestral de la sala Lluís Millet

Situada al primer pis, davant de la sala de concerts, i dedicada al mestre Millet, músic i fundador de l'Orfeó Català, és el que s'anomena una sala d'espera o descans amb una imponent làmpada modernista de ferro; també en aquest sentit Domènech i Montaner demostrava un gran domini en el seu aspecte teòric donant autèntiques lliçons als artesans i involucrant-se en tots els treballs de forja durant les obres del Palau.
A l'època modernista es va comptar amb l'art del vitrall per part dels arquitectes com una activitat decorativa per les seves construccions. Domènech i Montaner ho fomentà en tots els seus edificis, però al Palau de la Música, a més a més d'aquesta funció decorativa, té una funció material arquitectònica. És en aquesta obra on s'expressa la gran realitat del vitrall català, en aconseguir una perfecta unió entre l'arquitecte i el vitraller Antoni Rigalt i Blanch.
Les portes són de vidre amb vitralls de temes florals ací com el llarg finestral que separa aquesta sala de la terrassa de vidre transparent a la part superior i emplomat de vidre de color d'element floral com un arrimador a la part baixa, sobre el vidre transparent corre un fris de vitrall imitant el trencadís. A la terrassa ens trobem les columnes decorades amb mosaics que donen al carrer de Sant Pere Més Alt; totes les columnes són diferents en color i decoració. Aquesta sala també està destinada per celebrar actes socials o conferències de premsa.
A més d'unes pintures modernistes de Joan Brull i Vinyoles (1863-1912), protagonitzades per figures femenines amb caràcter simbolista, com a decoració de la sala, s'han anat col·locant diversos bustos de bronze de personalitats vinculats a la institució:
- els fundadors Lluís Millet i Amadeu Vives (tots dos per Joan Matamala), el president Joaquim Cabot (per Eusebi Arnau)
- els músics Pau Casals (per Brenda Putnam), Eduard Toldrà, Joan Massià (per Eva Moshack), Frederic Mompou (per Joan Rebull), Xavier Montsalvatge (per Manolo Hugué), Manuel Blancafort (per Eudald de Juana), Alícia de Larrocha (per Ramon Cuello), Rosa Sabater (per Josep Maria Subirachs) i Victòria dels Àngels
- l'arquitecte Lluís Domènech i Montaner (rèplica d'una obra d'Eusebi Arnau).

#### Sala de concerts

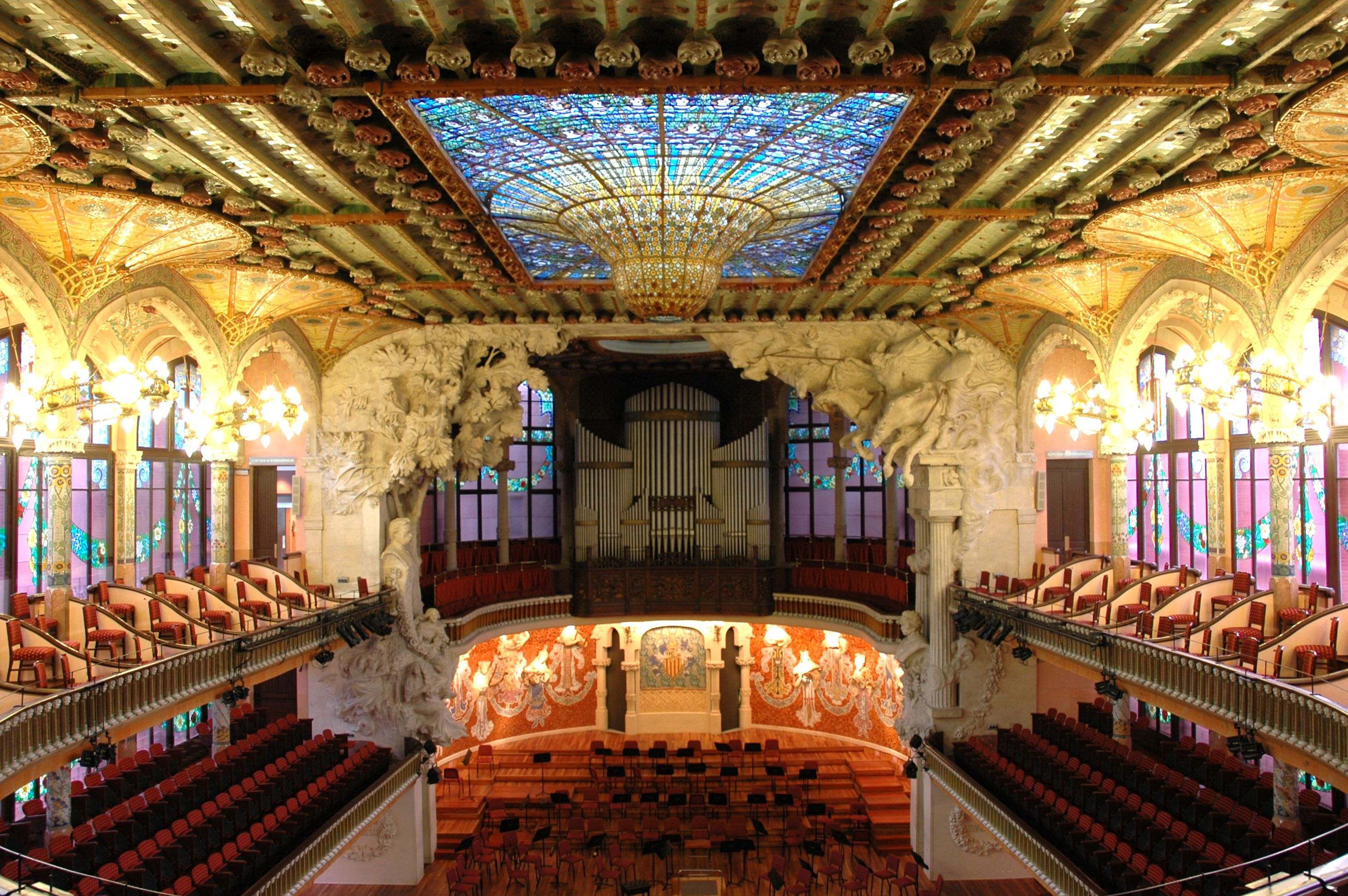
La sala de concerts des de la segona graderia

En accedir a la sala de concerts des del primer pis, fa l'efecte d'una entrada fosca, trobant-se, tot seguit, amb un gran efecte teatral, amb l'explosió de llum i color que té la gran sala; els vitralls, a tots dos costats, corren des del terra al sostre amb el primer i segon pis de butaques com si fossin unes safates, columnes decorades amb mosaics de colors com el sostre amb roses vermelles i blanques de ceràmica vidrada. A la intersecció dels arcs superiors s'aprecien uns mosaics en semicercle representant cues de paons reials amb tota la seva esplendor i colorit.

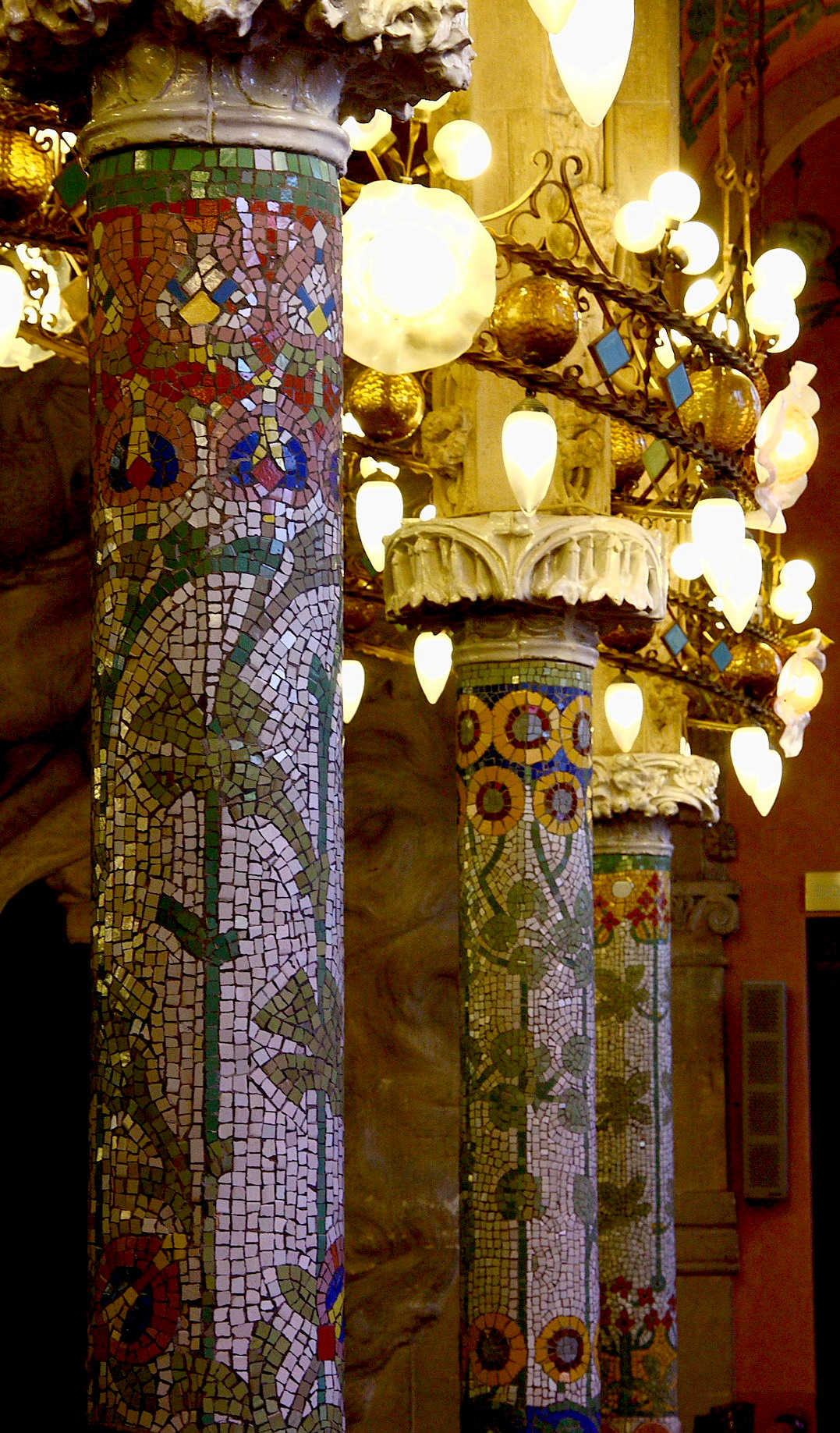
Columnes del segon pis amb mosaics de Lluís Bru

Els vitralls són emprats per diferenciar diversos àmbits i per complementar elements constructius. A la sala d'audició, on la gran cortina de vidre tamisa la llum, són els vitralls més importants pel que fa a grandària i vistositat, estan col·locats en deu finestrals en els murs laterals de la sala de concerts. Es troben separats per quatre columnes i cinc vitralls per banda, formats per grans peces de «vidre catedral» rosat, amb garlandes de fulles i flors, lligats amb plom i que passen d'un finestral a l'altre enllaçant uns motius heràldics que es van repetint, el de Catalunya i el de Sant Jordi. A la part alta, resseguint la línia dels arcs d'estil Tudor, hi ha una franja de vidres hexagonals en tons ocres pàl·lids i grisos, com si es tractés d'un trencadís. Al primer pis es repeteixen les garlandes amb uns llaços de vidres blaus i a la platea es troba el vidre rosa amb un fris floral a la part superior.

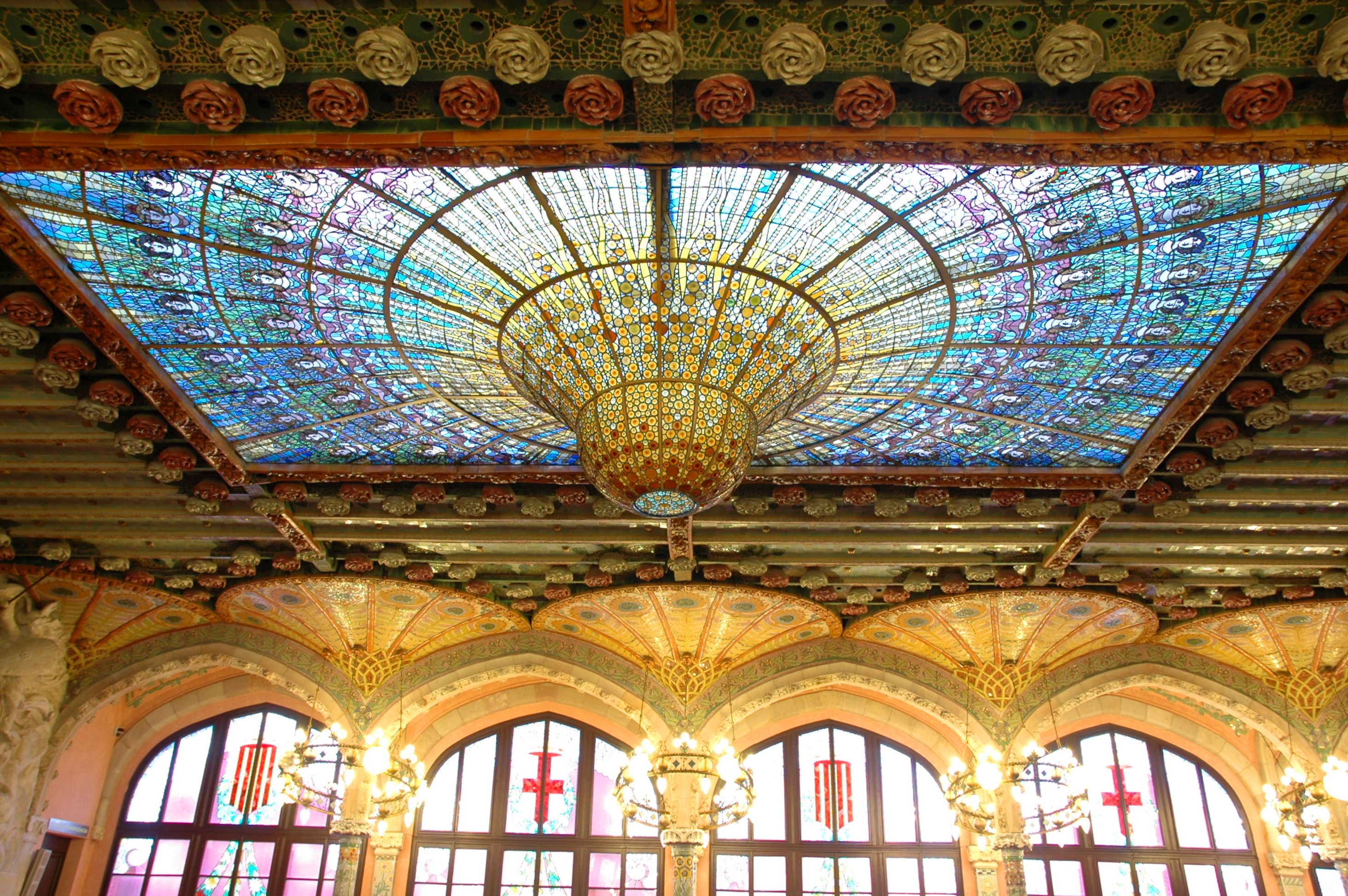
El gran vitrall central d'Antoni Rigalt i Blanch

Al centre del sostre hi ha gran claraboia de vidre, amb sortida a l'exterior, la qual cosa permet l'entrada de llum natural i, quan no n'hi ha, la il·luminació artificial, com si fos un llum. Fou realitzada per Antoni Rigalt i Blanch, com si fos un gran sol amb forma d'esfera invertida, de vidres daurats en el centre i envoltat d'altres, amb tons més suaus blaus i blancs representant busts femenins amb les cares dibuixades amb grisalla, i els cabells amb unes petites garlandes de roses i una cinta amb una ciba blava al mig. L'espai fou concebut com una immensa caixa de vidre coronada amb una gran claraboia central de colors. Els vitralls multicolors estan compostos per dues fileres circumcèntriques d'àngels o donzelles disposades en dos rengles concèntrics. Encara que aquests tinguin les boques closes, sembla que evoquin una agrupació coral. La translucidesa de l'exterior defineix un concepte que encara es reforça més a la sala de concerts, amb els vitralls i el gran lluernari central, la fusió de la llum daurada de la claraboia amb la rosada dels finestrals laterals dona una claror ambiental única que ha atret l'atenció de tothom qui ha estudiat aquest edifici singular. Alhora, el joc de diafanitat entre uns espais i altres, separats amb grans portes de vidre, assegura la visualització consecutiva dels espais.

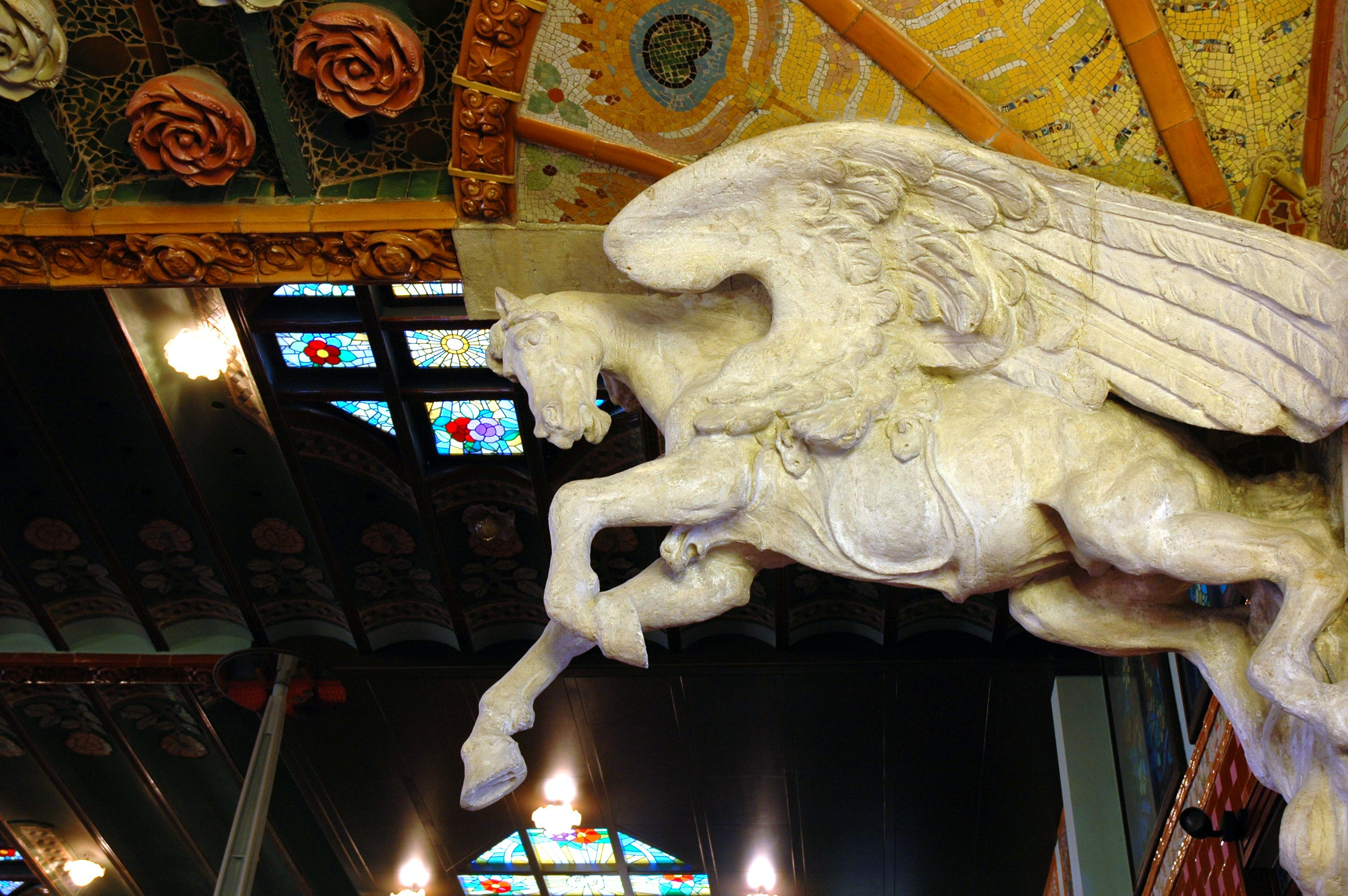
Pegàs al començament del segon pis, esculpit per Eusebi Arnau

Al damunt de la graderia hi ha dos pegassos, cavalls alats esculpits per Eusebi Arnau.
En cada una de les voltes compreses entre els pilars i els murs de vidre, recoberts de rajola rosada en trencadís, hi ha un medalló de rajola blanca, orlada de fulles verdes de llorer, amb el nom d'un gran músic. A l'esquerra de l'escenari, partint des d'ell: Palestrina, J. S. Bach, Carissimi, Beethoven i Chopin; a la dreta: Victoria, Haendel, Mozart, Gluck i Wagner. Al mur que forma el desnivell entre els sostres de la sala principal i el de la part posterior del segon pis de la mateixa sala, hi ha quatre medallons ceràmics més, que sintetitzen la història de la música catalana: Brudieu, Fletxa, Viola, Terradellas i Clavé.
La capacitat de la sala de concerts és de 2049 persones distribuïdes en:
- Platea: 688.
- Primer pis: 321.
- Segon pis: 910.
- Galeries de l'orgue: 82.
- Reservades: 48.

#### Escenari

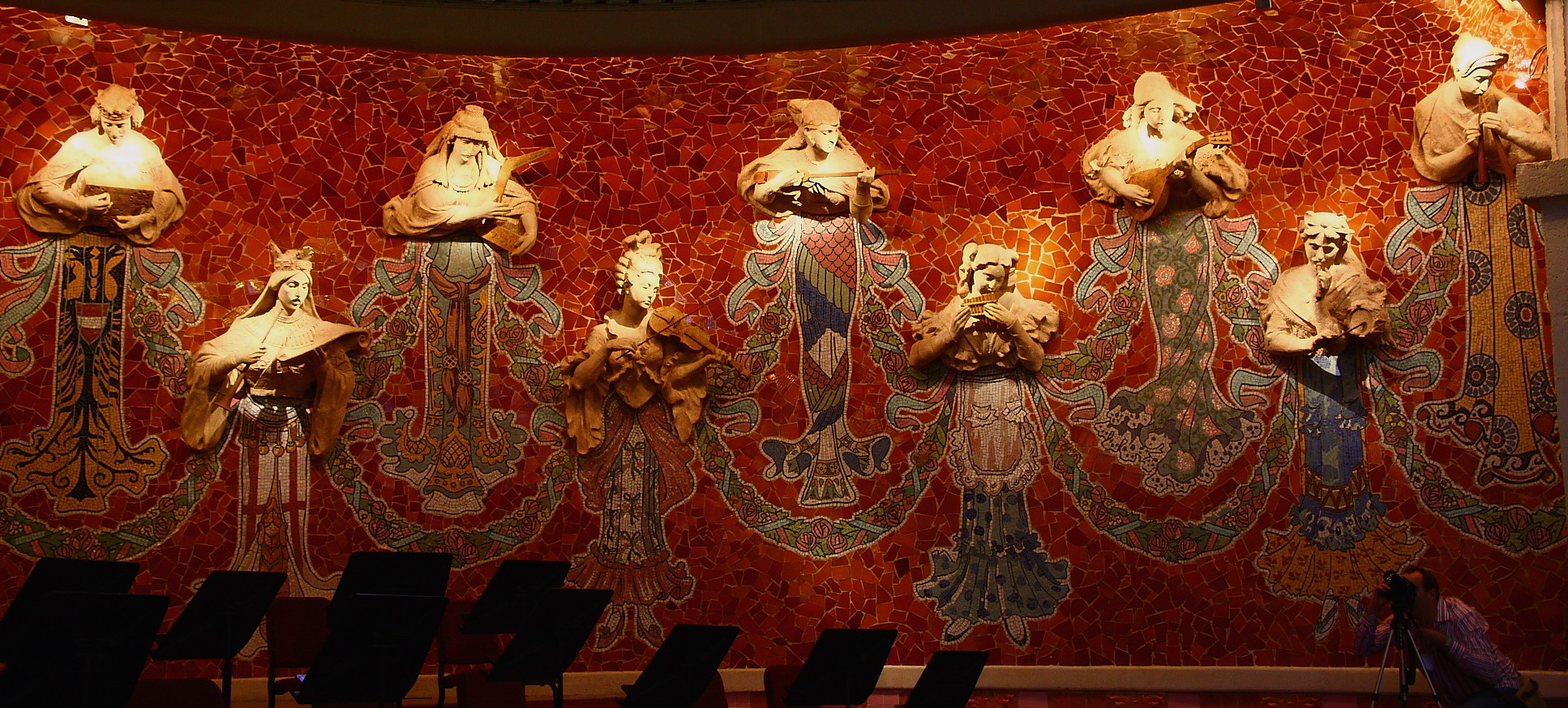
Una part de les muses de l'escenari

A la boca de l'escenari, d'onze metres d'amplada, es troba el grup escultòric de Diego Massana Majò i continuat pel jove Pau Gargallo, que representa a la part dreta el bust de Beethoven flanquejat per dues columnes dòriques sota la cavalcada de les Valquíries amb una clara simbologia de la música clàssica centre-europea de Wagner (en l'honor de qui l'any 1901 es va fundar l'Associació Wagneriana de Barcelona) i la representació de la música popular catalana al costat esquerre, amb el bust de Josep Anselm Clavé sota un gran arbre als peus del qual es troba un grup de noies, personificant la cançó Les flors de maig. La magnitud d'aquesta obra escultòrica fa que a la part superior s'acostin ambdós costats, quasi fins a tocar-se, només separats, o units, pel relleu amb el segell de l'Orfeó Català.

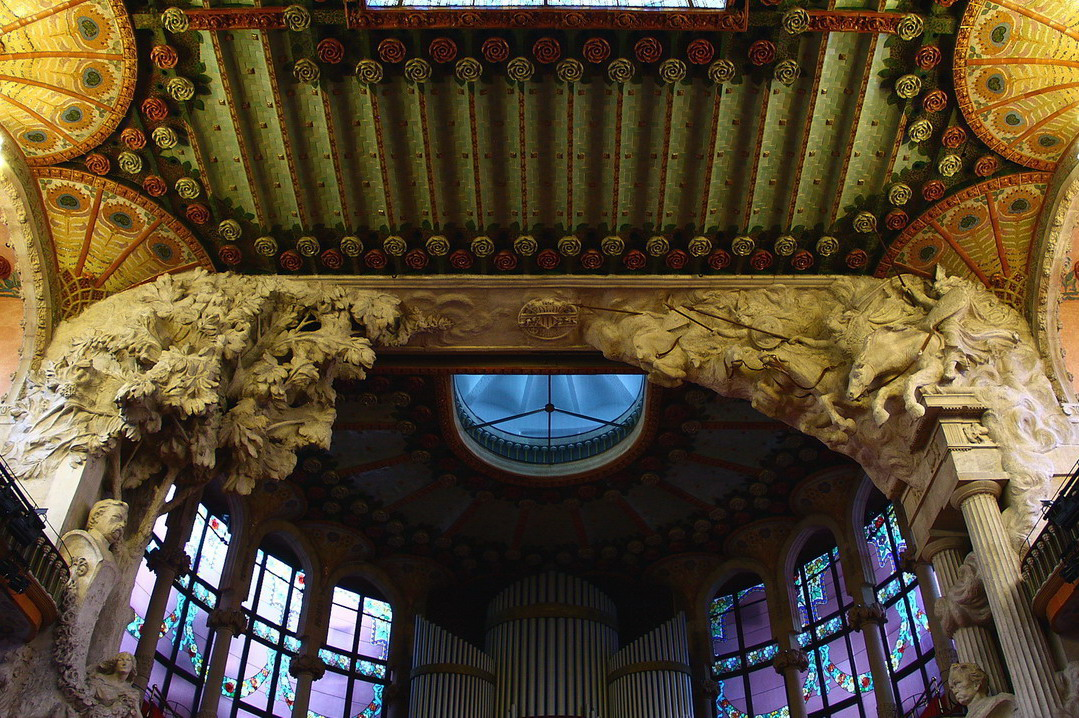
Escultures a la boca d'escenari de la Sala de concerts

A la part del semicercle posterior de l'escenari, es troben divuit muses modernistes en mosaic i en relleu des de la cintura que sembla que estan dansant sortint dels murs, realitzades per Eusebi Arnau (la part escultòrica superior) i per Mario Maragliano i Lluís Bru (el trencadís de les faldilles); totes són portadores de diferents instruments musicals, sota un fons de tessel·les irregulars de color rogenc i sobre seu es troba instal·lat l'orgue. Al centre de l'escenari, entre les muses, Domènech i Montaner va manar col·locar, en homenatge el seu gran amic Antoni Maria Gallissà mort poc abans, la imatge de la senyera que Gallissà havia dissenyat per l'Orfeó Català, envoltat de simbologies medievalistes sobre un fons blau, que va ser realitzada en mosaic per Lluís Bru i visible des de tots els punts de vista de la sala.
A la part superior d'aquest hemicicle sobre les muses, hi ha una continuació dels vitralls laterals de la sala, consta de sis vidrieres amb el mateix motiu de garlandes florals.

#### Orgue
L'adquisició de l'orgue es feu a la casa alemanya Walcker, de Ludwigsburg, l'any 1908. El primer concert realitzat amb ell, per Alfred Sittard (organista de la catedral de Dresden), va suposar escoltar per primera vegada un concert d'orgue a Barcelona en un recinte diferent d'una església. L'any 2003 es va tornar a restaurar gràcies a les aportacions realitzades per particulars (en una campanya de mecenatge consistent en l'«adopció» de tubs d'orgue) i empreses privades.

### Petit Palau

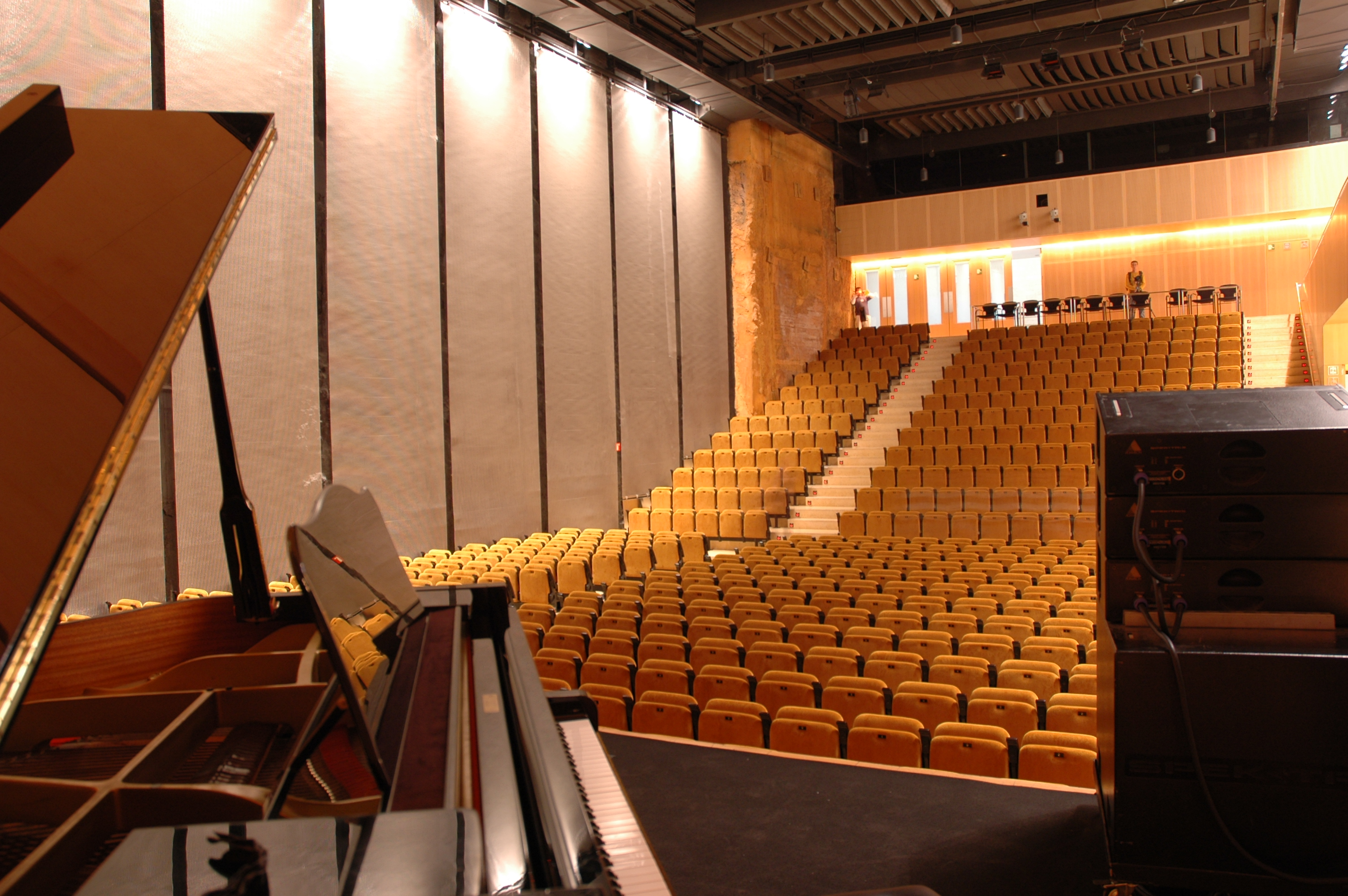
El Petit Palau projectat per Òscar Tusquets des de l'escenari

Projectat per l'arquitecte Òscar Tusquets, el nou edifici a continuació de l'entrada pel carrer de Sant Pere Més Alt, es troba a 11 m de profunditat i va ser inaugurat el 22 d'abril de 2004. Té una capacitat teatral per 538 persones i una perfecta acústica, excel·lent per a música de cambra, i a més es realitzen en el seu espai tota mena d'actes socials i culturals, pels que està dotat de grans avenços tecnològics.
L'any 2007 fou un dels cinc projectes guardonats amb el premi Uli Awards For Excellence europeus en reconeixement del disseny i valor arquitectònic.

### Centre de Documentació de l'Orfeó Català
Iniciada la col·lecció per l'Orfeó l'any 1891, consta de diversos llegats amb manuscrits del segle vi, i una gran quantitat de volums, la majoria de temes musicals; hi ha partitures i el repertori que ha cantat el cor des de la fundació.
La biblioteca també conserva molts dels programes originals, i una sèrie de curiosos documents, primer manuscrits i després mecanografiats durant dècades amb paciència monacal per un treballador del Palau, Carles Pascual, que fins a l'any de la seva mort (1974) va anar anotant dia a dia tots els concerts i la resta d'activitats del Palau.
El Centre de Documentació de l'Orfeó Català es va posar en marxa el setembre del 2012, per aglutinar els fons de la Biblioteca i de l'Arxiu de l'Orfeó Català. Des d'aleshores, s'han realitzat diverses exposicions al Foyer del Palau, que han permès veure documents fotogràfics, musicals, administratius o artístics, vinculats a la institució.

## Història artística
Des de la inauguració, el Palau ha acollit els concerts de l'Orfeó Català. A més, l'any 1990 es va crear com a formació resident el Cor de Cambra del Palau de la Música Catalana i més tard, el 1999, l'Escola Coral de l'Orfeó Català on es proporciona la formació musical dels components de l'Orfeó.
Molts dels millors solistes i cantants del segle xx han actuat al Palau de la Música Catalana, entre ells: Pau Casals (hi debutà el 10 d'octubre de 1908), Eugène Ysaye, Albert Schweitzer, Enric Granados, Blanche Selva, Arthur Rubinstein (des de 1916), José Iturbi, Wilhelm Backhaus (hi debuta el 1921), Jacques Thibaud, Alfred Cortot (tots dos, amb Casals, hi actuaren per primer cop el 1922), Emil von Sauer, Wanda Landowska, Clara Haskil, Fritz Kreisler, Andrés Segovia, Claudio Arrau, Yehudi Menuhin, Mstislav Rostropóvitx, Alícia de Larrocha, Victòria dels Àngels, Montserrat Caballé, Josep Carreras, Elisabeth Schwarzkopf, Henryk Szeryng, Barbara Hendricks, Arturo Benedetti Michelangeli, Alfred Brendel, Wilhelm Kempff (1963), Sviatoslav Richter, Nikita Magalov, Vladímir Aixkenazi, Maurizio Pollini, Maria João Pires, Jean-Pierre Rampal, Martha Argerich, Jessye Norman, Daniel Barenboim, etc.
Grans orquestres i directors han visitat l'auditori des del seu primer any de funcionament (les dates entre parèntesis són les del debut): Berliner Philharmoniker amb Richard Strauss (hi debutaren el 15 de maig de 1908), Herbert von Karajan (1968), Claudio Abbado i Mariss Jansons; Wiener Philharmoniker, amb Carl Schuricht, Karl Böhm, Zubin Mehta i Leonard Bernstein (1984); Amsterdam Concertgebouw amb Eugen Jochum, Antal Dorati i Mariss Jansons; Berliner Kammerorchester amb Hans von Benda; Israel Philharmonic i Zubin Mehta; Staatskapelle Berlin i Chicago Symphony amb Daniel Barenboim, New York Philharmonic amb Kurt Masur, Münchner Philharmoniker amb Sergiu Celibidache, Cleveland Orchestra amb Lorin Maazel, Philharmonia Orchestra amb Carlo Maria Giulini, Concentus Musicus Wien amb Nikolaus Harnoncourt, NDR Sinfonieorchester amb Christoph von Dohnányi; Václav Neumann, Mario Rossi, Jordi Savall, Philippe Herreweghe, etc., i cors com: Escolania de Montserrat, Capella Sistina di Roma, Orfeón Donostiarra, Wiener Sängerknaben, Wiener Singverein, etc.
De 1920 a 1936 el Palau va ser la seu de l'Orquestra Pau Casals, on va ser dirigida per Pau Casals, Richard Strauss, Vincent d'Indy, Ígor Stravinski, Arnold Schönberg, Anton Webern, Arthur Honegger, Manuel de Falla, Ottorino Respighi, Eugène Ysaye, etc. Durant anys, de 1947 a 1999, l'orquestra resident del Palau va ser l'Orquestra Simfònica de Barcelona i Nacional de Catalunya. Des del 2000 hi resideix amb temporada estable l'Orquestra Simfònica del Vallès.
Compositors i músics importants hi han interpretat o dirigit llurs pròpies obres (les dates entre parèntesis són les del debut): Enric Granados, Richard Strauss (ambdós des de 1908), Serguei Prokófiev (1923), Maurice Ravel (1924), Vincent d'Indy, Manuel de Falla i Ernesto Halffter (1925), Arnold Schönberg (1925, dirigint Pierrot lunaire), Ígor Stravinski (1933), Serguei Rakhmàninov (1935), Anton Webern, Robert Gerhard, Silvestre Revueltas (1937), George Enescu, Ildebrando Pizzetti, Darius Milhaud, Francis Poulenc (1958), Jacques Ibert, Karel Ančerl, Arthur Honegger, Frederic Mompou, Joaquín Rodrigo, Krzysztof Penderecki, Witold Lutoslawski, Pierre Boulez, etc.
Altres artistes, actors, ballarins, músics de jazz, cantants i grups de música popular, rock, etc., també han actuat al Palau: Vittorio Gassman, Maurice Béjart, Ángel Corella, Charles Aznavour, Ella Fitzgerald i Duke Ellington (1966), Tete Montoliu, Oscar Peterson, Woody Allen, Keith Jarrett, Michel Camilo, Tamara Rojo, Paco de Lucía, Bebo Valdés, Luis Eduardo Aute, Jorge Drexler, Cassandra Wilson, Vicente Amigo, Anoushka Shankar, Norah Jones, Sinéad O'Connor, Ute Lemper, etc.
El Palau va convertir-se en l'escenari emblemàtic pels cantautors de la Nova Cançó: cantar al Palau («fer un Palau») va ser una mena de consagració per un cantant. Raimon, Joan Manuel Serrat, Maria del Mar Bonet, Lluís Llach, Ovidi Montllor, Francesc Pi de la Serra, etc., hi han cantat. El 1913 es va crear el nadalenc Concert de Sant Esteve, celebrat al Palau de la Música Catalana.
Durant alguns anys també s'hi van representar, amb una certa freqüència, obres de teatre -sobretot teatre experimental o d'autors que no podien representar-se en altres locals-: companyies com el Teatre Experimental Català, la Companyia Adrià Gual o l'Agrupació Dramàtica de Barcelona (1955-1963) van fer del Palau la seu de les seves estrenes, entre les quals van destacar espectacles com l'estrena de la Primera història d'Esther d'Espriu, la d'El Ben Cofat i l'altre de Josep Carner, la del Pigmalió de Joan Oliver o les d'obres de Joan Brossa, etc.

### Estrenes
Com a principal auditori de Barcelona durant anys, el Palau ha estat l'escenari de moltes estrenes absolutes d'obres musicals —i algunes de teatre—, incloent-hi (en negreta s'indiquen les obres més destacades):
- 1908 Glossa de Felip Pedrell (26 de febrer); Dante, poema simfònic d'Enric Granados (maig)
- 1909 Les mosques de Sant Narcís, del llibre Glossa de la cançó popular, i Breçant l'orfanet, dues obres originals d'Ònia Farga.
- 1911 El primer llibre de la suite de piano Goyescas d'Enric Granados, i els seus Allegro de concierto i Cant de les estrelles; Azulejos, preludi per a piano d'Isaac Albéniz, acabat per Enric Granados (11 de març).[34]
- 1914 Tonadillas, cicle de cançons d'Enric Granados (27 de juny).[35]
- 1915 El pelele, peça per a piano d'Enric Granados (el 1914 havia estrenat una improvisació sobre el tema de l'obra al Teatre Principal de Terrassa) (1 de març).[36]
- 1917 Garraf, òpera de Josep Garcia Robles (en versió de concert) (25 de març)
- 1918 L'infantament meravellós de Schahrazada, per a veu i piano (22 de gener) i Trio núm. 1 (25 d'abril) de Robert Gerhard; Impressions de joventut per a orquestra de corda (febrer), Nova Catalònia: simfonia núm. 1 per a gran orquestra (versió definitiva) (3 de març) i Quintet per a piano i cordes «Lui et elle» en do menor (25 de juny) de Joan Manén.
- 1921 Vistes al mar, quartet de corda d'Eduard Toldrà (31 de maig); La Celestina, òpera de Felip Pedrell (22 d'octubre)
- 1922 Trio núm. 2 de Robert Gerhard (2 de març)
- 1923 Impressions camperoles per a cobla, de Joaquim Serra i Gracieta de Josep Blanch i Reynalt, glossa per a cobla (1 de maig); Sonata en fa per a violoncel i piano de Juli Garreta (3 de maig);[37] Cant dels infants, Birondon i La non-non dels blats d'Apel·les Mestres, Bressant, El nen inquiet i A la joventut de les escoles de Manel Borgunyó, cançons per a cor (9 de maig); Glosses de cançons de Francesc Pujol (2 de juny);[38] Les Illes Medes de Juli Garreta (18 d'octubre); Glosses de cançons populars de Francesc Pujol (21 d'octubre);[39] 'La mare, drama líric de Cassià Casademont i Busquets (selecció, 28 d'octubre)
- 1924 Quatre poemets per a veus i piano d'Antoni Planàs (29 de març); Vell madrigal de Francesc Pujol (25 d'abril); Scherzo humorístic de Joaquim Zamacois i Sardana de Juli Garreta (22 d'octubre); Sonata en re per a violoncel i piano de Climent Lozano (13 de novembre); Tres arias para soprano y piano de Joaquín Turina (19 de desembre)[40]
- 1925 Psyché de Manuel de Falla (9 de febrer);[41] Charmes núm. 4-6, amb Frederic Mompou (19 de maig);[42] Concert en sol menor per a violí i orquestra de Juli Garreta (23 d'octubre)
- 1926 Concert per a violoncel i orquestra de Gaspar Cassadó (12 de maig); Carme gentil de Cassià Casademnt (23 de maig); Idilis per a cor, i La balanguera per a cor i orgue d'Amadeu Vives (29 de maig); Sonata per a violí i piano de Jaume Pahissa (25 de juny); Empúries (invocació a l'Empordà) d'Eduard Toldrà (23 d'octubre); Suite intertonal de Jaume Pahissa (24 d'octubre); Càntic d'amor, poema simfònic de Josep Maria Pagès (28 d'octubre); Dos canciones de Joaquín Turina (29 d'octubre); el Concert per clavecí i cinc instruments de Manuel de Falla (5 de novembre); L'estudiant de Vic, glossa per a cor d'Eduard Toldrà (5 de desembre).
- 1927 La maledicció del comte Arnau d'Eduard Toldrà, per a tres cobles i timpani (1 de gener); Sis cançons de carrer d'Enric Morera (2 de gener); Cançó incerta de Frederic Mompou i Excelsior de Robert Gerhard, per a veu i piano (23 de gener); Canciones epigramáticas d'Amadeu Vives (29 de maig); Davant la Verge d'Enric Morera (16 d'octubre); Margaridó de Joaquim Zamacois (17 d'octubre).
- 1928 Tres comptines de Frederic Mompou, per veu i piano (27 de gener); Trio en mi major de Joaquim Serra (20 de març); l'òpera d'Eduard Toldrà El giravolt de maig, amb llibret de Josep Carner; Ritmos: fantasia coreográfica per a orquestra (23 d'octubre) i Evocaciones per a piano (29 d'octubre) de Joaquín Turina.
- 1929 L'infantó no vol dormir, glossa orquestral d'Antoni Massana (14 d'abril); Dansa índia de Montserrat Campmany, per a percussió, vent i piano (16 d'abril); Concertino per cordes, Quintet de vent, Sardana i Set hai-kai de Robert Gerhard (22 de desembre).
- 1930 Concert núm. 2 da camera per a violí i orquestra de corda de Joan Manén (25 de març); Scherzo en re menor d'Antoni Massana (21 de maig); Obertura per a Terra baixa de Francesc Pujol (12 d'octubre); Variacions concertants per a piano i orquestra de Gaspar Cassadó (2 de novembre).
- 1931 El cant del poble per a cor, d'Amadeu Vives (18 d'abril); Variacions per a piano i orquestra de Joaquim Serra (22 d'octubre);[43] Un prat, ballet (fragments) de Ricard Lamote de Grignon (29 d'octubre); Sis cançons populars catalanes per a veu i orquestra, de Robert Gerhard (1 de novembre); El poema de Nadal de Josep Maria de Sagarra, poema recitat (25 de desembre)
- 1932 Romança de Juli Garreta, per a violoncel (28 d'abril); El rapte de les sabines de Manuel Blancafort (19 d'octubre) (altres obres de Blancafort s'hi estrenaren després: Ermita i panorama (1946), Concert omaggio a Franz Liszt (1944), Concert ibèric (1950), Simfonia en mi (1951), Cantata Verge Maria (1968), Rapsòdia catalana (1972), etc.); Dos petits poemes per a soprano i orquestra de Ricard Lamote de Grignon (23 d'octubre)
- 1933 Campanas de primavera, per a recitador i piano, Invocació, per a recitador i orgue, i Medea, monodrama per a recitador, piano, orgue i orquestra de corda, de Joan Manén (29 de gener); Montserrat, poema per a soprano, cor, orgue i orquestra d'Antoni Massana (13 de novembre)[44]
- 1934 Lionor, o La filla del marxant, d'Eduard Toldrà, suite orquestral per al drama d'Adrià Gual (16 d'octubre)
- 1936 La rosa de Nadal de Renée Dubois i Carlo Boller (6 de gener); El Concert per a violí i orquestra, a la memòria d'un àngel d'Alban Berg; suite Fragmente aus dem Bühnenwerk Karl V, op. 73a, de l'òpera d'Ernst Krenek; suite del ballet Ariel de Robert Gerhard (totes tres el 19 d'abril); Don Lindo de Almería, ballet de Rodolfo Halffter (22 d'abril)
- 1938 Albada, interludi i dansa de Robert Gerhard.
- 1940 El Concierto de Aranjuez de Joaquín Rodrigo, per a guitarra i orquestra (9 de novembre).
- 1945 Les Cinco canciones negras de Xavier Montsalvatge (primera presentació de les quatre primeres cançons del cicle; l'obra completa es va donar poc després a l'Ateneu Barcelonès; altres obres de l'autor també s'han anat estrenant al Palau); Concert per a violí i orquestra núm. 3 «Ibèric» de Joan Manén (14 de maig).
- 1946 Zapateado de Vicent Asencio (27 d'abril); Quatre cançons en llengua catalana i Tríptic de Mossèn Cinto de Joaquín Rodrigo, cicles de cançons per a soprano i orquestra (17 d'octubre); Concert per a oboè i orquestra de Joan Manén, op. A-39 (22 de novembre).
- 1947 La rosa als llavis, cançons sobre textos de Joan Salvat-Papasseït, d'Eduard Toldrà (14 de novembre).
- 1949 La Simfonia mediterrània de Xavier Montsalvatge (18 de novembre).[45]
- 1950 Concert ibèric per a piano i orquestra, de Manuel Blancafort.
- 1951 Tríptico toledano, poema simfònic de Jacinto Guerrero[46]
- 1952 Cantar del alma, versió coral, de Frederic Mompou (10 de maig).
- 1953 24 preludios per a piano de Salvador Bacarisse (18 de febrer)
- 1954 Concert per a piano i orquestra núm. 3 de Salvador Bacarisse.
- 1957 Primera història d'Esther, obra de teatre de Salvador Espriu; Romança mística per a violí i orquestra de corda, de Joan Manén (6 de juny).
- 1958 Concert per a piano i orquestra núm. 4 de Salvador Bacarisse (14 de febrer).
- 1959 Don Juan, ballet de Joaquim Nin-Culmell (27 de febrer); Aránzazu, poema simfònic de Francisco Escudero (30 d'octubre).
- 1960 El Càntic espiritual de Xavier Montsalvatge (9 d'abril).
- 1961 Les Variacions sobre un tema de Chopin per orquestra, de Frederic Mompou; Sinfonietta progresiva de Carmelo Bernaola (27 de juliol); Els condemnats, obra de teatre de Baltasar Porcel; Or i sal, obra de teatre de Joan Brossa.[47]
- 1962 Espacios variados de Carmelo Bernaola (4 de novembre);[48] Ulisses a l'Argòlida de Nicolau Maria Rubió i Tudurí i Bearn de Llorenç Villalonga, drames (19 de desembre)
- 1963 Nocturno de los avisos de Xavier Benguerel (3 d'octubre), per a veu i orquestra, sobre lletra de Pedro Salinas; Llibre d'alquímia I de Jaume Padrós i Montoriol, per a piano (15 d'octubre); Desintegració morfològica de la xacona de J. S. Bach de Xavier Montsalvatge (17 d'octubre); l'obra de teatre de Josep Carner El Ben Cofat i l'altre.
- 1964 Quetzalcoalt de Josep Soler, per a flauta i conjunt de cambra (8 d'octubre); Abstracciones de Salvador Pueyo, «sis moviments sobre Yerma» per a orquestra (29 d'octubre)
- 1965 Invenció de Joaquim Homs, per a orquestra (2 d'octubre); Concert per a violí i orquestra de Xavier Benguerel; Orpheus de Josep Soler i Sardà (23 d'octubre).
- 1966 El Quartet de corda núm. 6 de Joaquim Homs (4 d'octubre); altres obres d'Homs també van estrenar-s'hi: Presències per orquestra (1970), Dos soliloquis (1976), Simfonia breu (1978), Nonet (1979); Sinfonia de Josep Soler (29 d'octubre); Sinfonia per a un festival de Xavier Benguerel i Godó (30 d'octubre).
- 1967 La Passió de Cristòfor Taltabull i Balaguer, per a cor i orquestra (27 de setembre).
- 1968 Simfonia per a gran orquestra de Xavier Benguerel (2 d'octubre)
- 1969 Suite del ballet Els cinc continents de Joan Guinjoan (23 de març)
- 1971 Prelude (versió definitiva) de Krzysztof Penderecki; Simetries de Jordi Alcaraz, Isorritme d'Albert Sardà, Styx de David Padrós, Esclat d'Anna Bofill, Amalgama de Carles Guinovart, Contaminació de Joan Lluís Moraleda (17 d'octubre); Magma de Joan Guinjoan per a 16 instruments (19 d'octubre)
- 1972 Elementalis, peça per a orgue de Lleonard Balada; Concert per a violoncel i orquestra d'Enric Casals i Defilló (3 de juny); Tocs d'ordenança de Manuel Valls i Gorina, Referència a Picasso de Jordi Alcaraz, per a conjunt de cambra (1 d'octubre); Quartet de Josep Soler (11 d'octubre); Quasi una fantasia per a violoncel i orquestra, i Arbor, per a veus i orquestra, de Xavier Benguerel (22 d'octubre); Ho sap tothom i és profecia, cantata de Narcís Bonet (5 de desembre).
- 1973 Nebulosa de Claudio Pietro (20 de febrer); Impromptu-rondino d'Òscar Esplà i Toccata de Francisco Escudero, ambdues per a orgue (21 de febrer); Reflexus obertura i Serenata per a Lídia de Cadaqués (versió per a flauta i orquestra) de Xavier Montsalvatge (27 de setembre); Secuencia per a percussió d'Andrés Lewis-Richter, Talking drums de Siegfried Fink (27 d'octubre).
- 1974 Ab origine de Joan Guinjoan per a orquestra (30 de març); Oedipus et Iocasta, òpera-oratori de Josep Soler i Sardà (30 d'octubre, en versió de concert); Oración a Platero, per a cor i orquestra, de Cristóbal Halffter (15 de desembre).[49]
- 1975 Concert per a la mà esquerra, opus 11 per a piano, de Leonora Milà (23 de gener)[50]
- 1977 Sonata alla breve, per a violoncel i piano, de Joaquín Rodrigo; Tiempos de Carmelo Bernaola (maig).
- 1978 Metamorphose I» d'Enric Raxach (25 de febrer); Recyclage de Jordi Alcaraz (1 d'abril); Concert per a quatre guitarres i orquestra de Lleonard Balada; Simfonia breu de Joaquim Homs.
- 1979 La rosa dels vents (segona versió), per a cor i orquestra, de Joan Guinjoan (3 de març).
- 1980 Música per a violoncel i orquestra de Joan Guinjoan (26 de setembre).
- 1981 Nocture (Spanish dreams) de James Sellars, per a piano (4 de juliol)
- 1982 Fantasies en forma de concert per a flauta i orquestra de corda, de Manuel Valls (8 de maig); Simfonia dicòtoma de Salvador Brotons (4 de desembre).
- 1984 Concert núm. 1 per a piano i orquestra de Joan Guinjoan (26 de maig); Rebroll de Salvador Brotons.
- 1985 Vers l'infinit, obra simfònica de Jordi Cervelló (19 de gener); Ataràxia de Salvador Brotons.
- 1986 Simfonia pletòrica de Salvadors Brotons (11 de gener)
- 1987 Trio de Salvador Brotons
- 1988 Absències de Salvador Brotons.
- 1990 Interrogants de Salvador Brotons
- 1991 Conflicte entre forces adverses, obra simfònica de Jordi Cervelló (9 de febrer); Divertimento alla Mozart de Salvador Brotons.
- 1992 Obstinació de Salvador Brotons.
- 1994 Les quatre estacions de Salvador Brotons.
- 1997 Concert per a trombó i orquestra de Salvador Brotons; No-res, cantata per a cor i orquestra de Lleonard Balada (18 d'octubre).
- 1998 Simfonia d'Israel David Martínez (13 de març); Preludi i danses del Penedès de Josep Soler (17 d'abril); Nadales catalanes de Salvador Brotons; Blue mosaics de Robert Patterson (27 de novembre); Simfonia núm. 2 Ciutat de Tarragona de Joan Guinjoan (4 de desembre).
- 2001 Concert per a trombó baix i orquestra de Joan-Albert Amargós; Concert per a tuba i orquestra de Pere Josep Puértolas (27 d'abril); Simfonia esparsa de Manuel Oltra (22 de setembre)
- 2003 Concert trobadoresc per a violoncel i orquestra de Salvador Brotons (5 d'abril).[51]
- 2005 Gran concierto obligado per a contrabaix i orquestra de Pere Valls i Duran (15 de gener, compost en 1906).
- 2008 Arrels per a cobla, de Joan Guinjoan; Jo tem la nit... per a cor mixt i piano, de Benet Casablancas (17 de desembre, al Petit Palau).
- 2012 Darkness visible: nocturn per a orquestra de Benet Casablancas (27 de febrer)
- 2013 Obertura festiva: en homenatge a Xavier Montsalvatge de Benet Casablancas (7 de març); Pau al cor per a cor, de Ramon Humet (26 de desembre).
- 2014 Bach im Himmel de Bernat Vivancos (25 de setembre).[52]
- 2015 O lux beata, obra coral de Bernat Vivancos (15 de maig) ; Diàlegs, per a orquestra i big band, de Lluís Vidal (14 de juliol) ; Requiem de l'oubli d'Agustí Charles (15 de novembre)
- 2016 Veni Creator Spiritus, obra coral de Josep Vila i Casañas (8 de maig) ; Un secret, obra per a piano d'Hèctor Parra (5 de juny) ; Trio per a clarinet, viola i piano d'Adrián García Planells (6 d'octubre) ; Fiat lux, obra simfònica de Joan Guinjoan (21 d'octubre) ; Quartet número 2 de Salvador Brotons (24 d'octubre) ; Oda infinita, op. 137, obra coral de Salvador Brotons (26 de novembre)
- 2017 Cantata de Randa de Salvador Brotons (28 de gener) ; La gran impostura, obra per a veu i cordes d'Eduard Iniesta (13 de febrer) ; Scherzo de Russalka, obra per a orgue de Marc Migó (20 d'octubre) ; Estris de llum, obra per a quatre saxos de Joan Magrané (30 de novembre)
- 2018 Rèquiem d'Albert Guinovart (28 de gener) ; Lent comme un rêve, obra per a cor d'Hèctor Parra (4 de febrer) ; Adagio i rondó, obra orquestral d'Albert Guinovart (5 d'abril)
- 2019 The strange case of the Emporium Epic Bells, peça per a cobla de Marc Timón i Barceló (21 de gener) ; Ad limine caelum, obra simfònica de Núria Giménez-Comas ; La llum naixent, peça per a piano de Joan Guinjoan (26 de març) ; obra coral de David Lang (10 de maig) ; Jardín seco de Josep Maria Guix (29 de maig) ;  Les oiseaux de nuit d'après Edward Hopper, obra per a arpa de Clermont Pépin (17 de juny)
- 2021 Andrómeda encadenada, monodrama d'Agustí Charles amb llibret de Marc Rosich (28 d'octubre, al Petit Palau)